# Coupe de France de football 2024-2025
Navigation
Édition 2023-2024 Édition 2025-2026
La Coupe de France de football 2024-2025 est la 108e édition de la Coupe de France, compétition à élimination directe mettant aux prises des clubs de football amateurs et professionnels affiliés à la Fédération française de football, qui l'organise conjointement avec les ligues régionales.
Le vainqueur de la compétition se qualifie pour la phase de ligue de la Ligue Europa 2025-2026 et pour le Trophée des champions 2025.

## Déroulement de la compétition
Le système est le même que celui utilisé les années précédentes.

## Calendrier
Le calendrier est le suivant:
| Tour | Nom                        | Dates retenues                              | Équipes entrantes  | Équipes participantes | Équipes gagnantes  |
| Phase préliminaire                                                                                                | Phase préliminaire         | Phase préliminaire                          | Phase préliminaire | Phase préliminaire    | Phase préliminaire |
| --- | -------------------------- | ------------------------------------------- | ------------------ | --------------------- | ------------------ |
| 1 | Premier tour               | dates régionales                            | 5160               | 5160                  | 2580               |
| 2 | Deuxième tour              | dates régionales                            | 1422               | 4002                  | 2001               |
| Entrée des clubs de National 3, de Régional 1 et du club représentant de St-Pierre-et-Miquelon                    |                            |                                             |                    |                       |                    |
| 3 | Troisième tour             | samedi 14 et dimanche 15 septembre          | 319                | 2320                  | 1160               |
| Entrée des clubs de National 2 (48)                                                                               |                            |                                             |                    |                       |                    |
| 4 | Quatrième tour             | samedi 28 et dimanche 29 septembre          | 48                 | 1208                  | 604                |
| Entrée des clubs de National (17)                                                                                 |                            |                                             |                    |                       |                    |
| 5 | Cinquième tour             | samedi 12 et dimanche 13 octobre            | 16                 | 620                   | 310                |
| 6 | Sixième tour               | samedi 26 et dimanche 27 octobre            | -                  | 310                   | 155                |
| Entrée des clubs de Ligue 2 (18) et des clubs représentants de Mayotte, de Nouvelle-Calédonie et de Polynésie (3) |                            |                                             |                    |                       |                    |
| 7 | Septième tour              | samedi 16 et dimanche 17 novembre           | 21                 | 176                   | 88                 |
| Entrée des clubs représentants de Guadeloupe, de Guyane, de La Réunion et de Martinique (4)                       |                            |                                             |                    |                       |                    |
| 8 | Huitième tour              | samedi 30 novembre et dimanche 1er décembre | 4                  | 92                    | 46                 |
| Phase finale |                            |                                             |                    |                       |                    |
| Entrée des clubs de Ligue 1 (18)                                                                                  |                            |                                             |                    |                       |                    |
| 9 | Trente-deuxièmes de finale | samedi 21 et dimanche 22 décembre           | 18                 | 64                    | 32                 |
| 10 | Seizièmes de finale        | mercredi 15 janvier                         | -                  | 32                    | 16                 |
| 11 | Huitièmes de finale        | mercredi 5 février                          | -                  | 16                    | 8                  |
| 12 | Quarts de finale           | mardi 25 et mercredi 26 février             | -                  | 8                     | 4                  |
| 13 | Demi-finales               | mardi 1er et mercredi 2 avril               | -                  | 4                     | 2                  |
| 14 | Finale                     | samedi 24 mai                               | -                  | 2                     | 1                  |

## Phase préliminaire

### Tours régionaux
Plusieurs milliers de matchs sont joués lors des tours préliminaires au sein de chaque ligue régionale.

Dans cet article, seuls seront indiqués l'ensemble des résultats à partir du 7e tour, le premier tour fédéral.

### Septième tour

#### Participants
Les 155 clubs qualifiés du 6e tour sont rejoints par les 18 clubs de Ligue 2 ainsi que les représentants ultramarins de Mayotte, de Nouvelle-Calédonie et de Polynésie.
En raison des émeutes et de ses conséquences, aucun club de Nouvelle-Calédonie ne participe finalement à cette édition.
La répartition du nombre de clubs qualfiés pour ce tour par ligue régionale est déterminé par la fédération.

#### Tirages
Des deux clubs ultramarins qui entrent en lice au 7e tour, seul le club représentant de Tahiti, l'AS Dragon, joue à domicile contre un club de métropole selon la règle de l'alternance bisannuel (Métropole/Outre-Mer), au contraire du club représentant de Mayotte, les Diables noirs, qui doit se déplacer en Métropole, Mayotte ne possèdant pas de stade homologué pour accueillir ce type de rencontre.
- Outre-mer

Un tirage au sort pour déterminer le club qui se déplace à Tahiti a lieu parmi une liste de clubs candidats de métropole ayant émis le souhait de se déplacer en outre-mer tandis que le club de Mayotte est intégré au tirage au sort principal.
Vingt-deux clubs de N2 et N3 se portent candidats au voyage à la fois du 7e et du 8e tour :
Le tirage de l'Outre-Mer a lieu le mardi 29 octobre à 16h30.
- Métropole

Les 173 équipes sont réparties dans neuf groupes distincts de niveau équitable et géographiques pour éviter les longs déplacements.
En raison du forfait du représentant néo-calédonien, un club tiré est exempt de ce tour et directement qualifié pour le 8e tour.
Le tirage principal a lieu le mercredi 30 octobre dès 10h45 et sert également de support pour le 8e tour, qui se déroule deux semaines plus tard, selon la règle Vainqueur Match 1 contre Vainqueur Match 2.

#### Rencontres
- Match en outre-mer

| 16 novembre 2024                 | AS Dragon (Tahiti Ligue 1) | 2 - 2 4 - 3 t. a. b. | US Avranches MSM (N2) |                                |                                |
| 14 h 00 UTC-10 17 nov - 1h00 CET |                            |                      |                       | Stade Pater Te Hono Nui, Pirae | Stade Pater Te Hono Nui, Pirae |
| 14 h 00 UTC-10 17 nov - 1h00 CET | Rapport                    |                      |                       | Stade Pater Te Hono Nui, Pirae | Stade Pater Te Hono Nui, Pirae |
| 14 h 00 UTC-10 17 nov - 1h00 CET | Tirs au but 4 - 3          |                      |                       | Stade Pater Te Hono Nui, Pirae | Stade Pater Te Hono Nui, Pirae |

- Groupe A

| 16 novembre 2024 | SAS Épinal (N2) | 2 - 4 | AS Nancy-Lorraine (N1) |                                |                                |
| 18 h 00 CET      |                 |       |                        | Stade de la Colombière, Épinal | Stade de la Colombière, Épinal |
| 18 h 00 CET      | Rapport         |       |                        | Stade de la Colombière, Épinal | Stade de la Colombière, Épinal |

| 16 novembre 2024 | FC Freyming (R2) | 0 - 4 | SC Bastia (L2) |                               |                               |
| 14 h 00 CET      |                  |       |                | Stade du Schlossberg, Forbach | Stade du Schlossberg, Forbach |
| 14 h 00 CET      | Rapport          |       |                | Stade du Schlossberg, Forbach | Stade du Schlossberg, Forbach |

| 17 novembre 2024 | FC Hettange Grande (R2) | 3 - 3 2 - 3 t. a. b. | FC Lunéville (R1) |                                 |                                 |
| 14 h 00 CET      |                         |                      |                   | Stade de Guentrange, Thionville | Stade de Guentrange, Thionville |
| 14 h 00 CET      | Rapport                 |                      |                   | Stade de Guentrange, Thionville | Stade de Guentrange, Thionville |
| 14 h 00 CET      | Tirs au but 2 - 3       |                      |                   | Stade de Guentrange, Thionville | Stade de Guentrange, Thionville |

| 16 novembre 2024 | US Sarre-Union (N3) | 0 - 2 | ES Thaon (N3) |                               |                               |
| 17 h 00 CET      |                     |       |               | Stade omnisports, Sarre-Union | Stade omnisports, Sarre-Union |
| 17 h 00 CET      | Rapport             |       |               | Stade omnisports, Sarre-Union | Stade omnisports, Sarre-Union |

| 16 novembre 2024 | US Nousseviller (R2) | 0 - 3 | SR Colmar (N3) |                                                |                                                |
| 17 h 30 CET      |                      |       |                | Stade Francis Scheck, Nousseviller-Saint-Nabor | Stade Francis Scheck, Nousseviller-Saint-Nabor |
| 17 h 30 CET      | Rapport              |       |                | Stade Francis Scheck, Nousseviller-Saint-Nabor | Stade Francis Scheck, Nousseviller-Saint-Nabor |

| 16 novembre 2024 | CS Blénod (R3) | 0 - 1 | FCSR Haguenau (N2) |                                                |                                                |
| 18 h 30 CET      |                |       |                    | Stade des Fonderies, Blénod-lès-Pont-à-Mousson | Stade des Fonderies, Blénod-lès-Pont-à-Mousson |
| 18 h 30 CET      | Rapport        |       |                    | Stade des Fonderies, Blénod-lès-Pont-à-Mousson | Stade des Fonderies, Blénod-lès-Pont-à-Mousson |

| 16 novembre 2024 | CA Boulay (R2) | 0 - 3 | US Thionville Lusitanos (N2) |                              |                              |
| 18 h 30 CET      |                |       |                              | Stade Charles Muller, Boulay | Stade Charles Muller, Boulay |
| 18 h 30 CET      | Rapport        |       |                              | Stade Charles Muller, Boulay | Stade Charles Muller, Boulay |

| 17 novembre 2024 | Association Still-Mutzig (R1) | 1 - 0 | FA Illkirch Graffenstaden (R1) |                              |                              |
| 14 h 00 CET      |                               |       |                                | Stade Roger Leissner, Mutzig | Stade Roger Leissner, Mutzig |
| 14 h 00 CET      | Rapport                       |       |                                | Stade Roger Leissner, Mutzig | Stade Roger Leissner, Mutzig |

| 16 novembre 2024 | FC SR Obernai (R2) | 0 - 3 | FC Metz (L2) |                          |                          |
| 13 h 45 CET      |                    |       |              | Stade municipal, Obernai | Stade municipal, Obernai |
| 13 h 45 CET      | Rapport            |       |              | Stade municipal, Obernai | Stade municipal, Obernai |

| 16 novembre 2024 | US Raon-l'Étape (N3) | 1 - 1 4 - 2 t. a. b. | ASC Biesheim (N2) |                                 |                                 |
| 15 h 30 CET      |                      |                      |                   | Stade Paul Gasser, Raon-l'Étape | Stade Paul Gasser, Raon-l'Étape |
| 15 h 30 CET      | Rapport              |                      |                   | Stade Paul Gasser, Raon-l'Étape | Stade Paul Gasser, Raon-l'Étape |
| 15 h 30 CET      | Tirs au but 4 - 2    |                      |                   | Stade Paul Gasser, Raon-l'Étape | Stade Paul Gasser, Raon-l'Étape |

- Groupe B

| 16 novembre 2024 | JA Drancy (N3) | 2 - 1 | US Pays de Cassel (N3) |                            |                            |
| 18 h 00 CET      |                |       |                        | Stade Charles Sage, Drancy | Stade Charles Sage, Drancy |
| 18 h 00 CET      | Rapport        |       |                        | Stade Charles Sage, Drancy | Stade Charles Sage, Drancy |

| 17 novembre 2024 | US Pays de Saint-Omer (R1) | 1 - 1 4 - 5 t. a. b. | US Noyelles-sous-Lens (R2) |                                  |                                  |
| 14 h 00 CET      |                            |                      |                            | Stade Gaston Bonnet, Longuenesse | Stade Gaston Bonnet, Longuenesse |
| 14 h 00 CET      | Rapport                    |                      |                            | Stade Gaston Bonnet, Longuenesse | Stade Gaston Bonnet, Longuenesse |
| 14 h 00 CET      | Tirs au but 4 - 5          |                      |                            | Stade Gaston Bonnet, Longuenesse | Stade Gaston Bonnet, Longuenesse |

| 16 novembre 2024 | CG Haubourdin (R3) | 1 - 7 | Red Star FC (L2) |                             |                             |
| 15 h 00 CET      |                    |       |                  | Stade Henri Seigneur, Croix | Stade Henri Seigneur, Croix |
| 15 h 00 CET      | Rapport            |       |                  | Stade Henri Seigneur, Croix | Stade Henri Seigneur, Croix |

| 17 novembre 2024 | RC Labourse (D1) | 0 - 4 | FC 93 BBG (N2) |                                         |                                         |
| 14 h 00 CET      |                  |       |                | Stade Camille-Tisserand, Nœux-les-Mines | Stade Camille-Tisserand, Nœux-les-Mines |
| 14 h 00 CET      | Rapport          |       |                | Stade Camille-Tisserand, Nœux-les-Mines | Stade Camille-Tisserand, Nœux-les-Mines |

| 17 novembre 2024 | FC Raismes (R2) | 0 - 5 | Entente Feignies-Aulnoye (N2) |                                   |                                   |
| 14 h 00 CET      |                 |       |                               | Stade Gilbert Bostsarron, Raismes | Stade Gilbert Bostsarron, Raismes |
| 14 h 00 CET      | Rapport         |       |                               | Stade Gilbert Bostsarron, Raismes | Stade Gilbert Bostsarron, Raismes |

| 16 novembre 2024 | Gallia Lucciana (N3) | 2 - 1 | Olympique Charleville Prix AM (N3) |                                  |                                  |
| 18 h 00 CET      |                      |       |                                    | Stade Charles Galletti, Lucciana | Stade Charles Galletti, Lucciana |
| 18 h 00 CET      | Rapport              |       |                                    | Stade Charles Galletti, Lucciana | Stade Charles Galletti, Lucciana |

| 16 novembre 2024 | Stade béthunois (R1) | 0 - 0 6 - 7 t. a. b. | USL Dunkerque (L2) |                               |                               |
| 18 h 00 CET      |                      |                      |                    | Stade Hermant-Deprez, Béthune | Stade Hermant-Deprez, Béthune |
| 18 h 00 CET      | Rapport              |                      |                    | Stade Hermant-Deprez, Béthune | Stade Hermant-Deprez, Béthune |
| 18 h 00 CET      | Tirs au but 6 - 7    |                      |                    | Stade Hermant-Deprez, Béthune | Stade Hermant-Deprez, Béthune |

| 17 novembre 2024 | Etoile Club (R3) | 0 - 4 | FCM Aubervilliers (N2) |                                      |                                      |
| 14 h 00 CET      |                  |       |                        | Annexe du Stadium, Villeneuve-d'Ascq | Annexe du Stadium, Villeneuve-d'Ascq |
| 14 h 00 CET      | Rapport          |       |                        | Annexe du Stadium, Villeneuve-d'Ascq | Annexe du Stadium, Villeneuve-d'Ascq |

| 16 novembre 2024 | Arras FA (R1) | 0 - 2 | Valenciennes FC (N1) |                              |                              |
| 18 h 00 CET      |               |       |                      | Stade Degouve-Brabant, Arras | Stade Degouve-Brabant, Arras |
| 18 h 00 CET      | Rapport       |       |                      | Stade Degouve-Brabant, Arras | Stade Degouve-Brabant, Arras |

| 17 novembre 2024 | RC Roubaix (R2) | 4 - 5 | SFC Neuilly-sur-Marne (N3) |                                 |                                 |
| 14 h 00 CET      |                 |       |                            | Stade Dubrulle-Verries, Roubaix | Stade Dubrulle-Verries, Roubaix |
| 14 h 00 CET      | Rapport         |       |                            | Stade Dubrulle-Verries, Roubaix | Stade Dubrulle-Verries, Roubaix |

- Groupe C

| 16 novembre 2024 | Houilles AC (R1) | 0 - 3 | US Boulogne Côte d'Opale (N1) |                                |                                |
| 14 h 00 CET      |                  |       |                               | Stade Maurice-Baquet, Houilles | Stade Maurice-Baquet, Houilles |
| 14 h 00 CET      | Rapport          |       |                               | Stade Maurice-Baquet, Houilles | Stade Maurice-Baquet, Houilles |

| 16 novembre 2024 | AS Beauvais Oise (N2) | 1 - 0 | US Chantilly (N2) |                                |                                |
| 18 h 00 CET      |                       |       |                   | Stade Pierre-Brisson, Beauvais | Stade Pierre-Brisson, Beauvais |
| 18 h 00 CET      | Rapport               |       |                   | Stade Pierre-Brisson, Beauvais | Stade Pierre-Brisson, Beauvais |

| 16 novembre 2024 | US Crépy-en-Valois (R3) | 0 - 0 2 - 4 t. a. b. | Diables noirs (R1 Mayotte) |                                                  |                                                  |
| 14 h 00 CET      |                         |                      |                            | Complexe Sportif Patrice Cauvin, Crépy-en-Valois | Complexe Sportif Patrice Cauvin, Crépy-en-Valois |
| 14 h 00 CET      | Rapport                 |                      |                            | Complexe Sportif Patrice Cauvin, Crépy-en-Valois | Complexe Sportif Patrice Cauvin, Crépy-en-Valois |
| 14 h 00 CET      | Tirs au but 2 - 4       |                      |                            | Complexe Sportif Patrice Cauvin, Crépy-en-Valois | Complexe Sportif Patrice Cauvin, Crépy-en-Valois |

| 16 novembre 2024 | USC Corte (N3)    | 1 - 1 4 - 2 t. a. b. | ESA Linas-Montlhéry (N3) |                              |                              |
| 14 h 00 CET      |                   |                      |                          | Stade Santos-Manfredi, Corte | Stade Santos-Manfredi, Corte |
| 14 h 00 CET      | Rapport           |                      |                          | Stade Santos-Manfredi, Corte | Stade Santos-Manfredi, Corte |
| 14 h 00 CET      | Tirs au but 4 - 2 |                      |                          | Stade Santos-Manfredi, Corte | Stade Santos-Manfredi, Corte |

| 17 novembre 2024 | FC Liancourt-Clermont (R2) | 0 - 0 4 - 3 t. a. b. | CS Brétigny (N3) |                                                  |                                                  |
| 14 h 00 CET      |                            |                      |                  | Stade Jean-Pierre Braine, Saint-Just-en-Chaussée | Stade Jean-Pierre Braine, Saint-Just-en-Chaussée |
| 14 h 00 CET      | Rapport                    |                      |                  | Stade Jean-Pierre Braine, Saint-Just-en-Chaussée | Stade Jean-Pierre Braine, Saint-Just-en-Chaussée |
| 14 h 00 CET      | Tirs au but 4 - 3          |                      |                  | Stade Jean-Pierre Braine, Saint-Just-en-Chaussée | Stade Jean-Pierre Braine, Saint-Just-en-Chaussée |

| 15 novembre 2024 | Paris FC (L2)     | 1 - 1 2 - 4 t. a. b. | Quevilly Rouen Métropole (N1) |                       |                       |
| 20 h 00 CET      |                   |                      |                               | Stade Charléty, Paris | Stade Charléty, Paris |
| 20 h 00 CET      | Rapport           |                      |                               | Stade Charléty, Paris | Stade Charléty, Paris |
| 20 h 00 CET      | Tirs au but 2 - 4 |                      |                               | Stade Charléty, Paris | Stade Charléty, Paris |

| 17 novembre 2024 | CO Les Ulis (R1) | 1 - 3 | RC Calais (N3) |                                    |                                    |
| 14 h 00 CET      |                  |       |                | Stade Jean Marc Salinier, Les Ulis | Stade Jean Marc Salinier, Les Ulis |
| 14 h 00 CET      | Rapport          |       |                | Stade Jean Marc Salinier, Les Ulis | Stade Jean Marc Salinier, Les Ulis |

| 17 novembre 2024 | Le Touquet ACFCO (R3) | 1 - 1 4 - 1 t. a. b. | Portugais d'Amiens (R1) |                                               |                                               |
| 14 h 00 CET      |                       |                      |                         | Stade Gerard Houllier, Le Touquet-Paris-Plage | Stade Gerard Houllier, Le Touquet-Paris-Plage |
| 14 h 00 CET      | Rapport               |                      |                         | Stade Gerard Houllier, Le Touquet-Paris-Plage | Stade Gerard Houllier, Le Touquet-Paris-Plage |
| 14 h 00 CET      | Tirs au but 4 - 1     |                      |                         | Stade Gerard Houllier, Le Touquet-Paris-Plage | Stade Gerard Houllier, Le Touquet-Paris-Plage |

| 16 novembre 2024 | FC Fleury 91 (N2) | 1 - 1 3 - 5 t. a. b. | Amiens SC (L2) |                                        |                                        |
| 18 h 00 CET      |                   |                      |                | Stade Auguste Gentelet, Fleury-Mérogis | Stade Auguste Gentelet, Fleury-Mérogis |
| 18 h 00 CET      | Rapport           |                      |                | Stade Auguste Gentelet, Fleury-Mérogis | Stade Auguste Gentelet, Fleury-Mérogis |
| 18 h 00 CET      | Tirs au but 3 - 5 |                      |                | Stade Auguste Gentelet, Fleury-Mérogis | Stade Auguste Gentelet, Fleury-Mérogis |

| 16 novembre 2024 | Calais Beau Marais (R1) | 3 - 1 | AC Paris 15 (R2) |                           |                           |
| 19 h 00 CET      |                         |       |                  | Stade de l'Épopée, Calais | Stade de l'Épopée, Calais |
| 19 h 00 CET      | Rapport                 |       |                  | Stade de l'Épopée, Calais | Stade de l'Épopée, Calais |

- Groupe D

| 16 novembre 2024 | Ruffiac Malestroit Foot (R2) | 0 - 2 | FC Lorient (L2) |                                  |                                  |
| 15 h 30 CET      |                              |       |                 | Stade Patrick Caillaud, Ploërmel | Stade Patrick Caillaud, Ploërmel |
| 15 h 30 CET      | Rapport                      |       |                 | Stade Patrick Caillaud, Ploërmel | Stade Patrick Caillaud, Ploërmel |

| 17 novembre 2024 | FC Fief-Gesté (D2) | 1 - 3 | US Monnaie (R1) |                                          |                                          |
| 14 h 00 CET      |                    |       |                 | Stade de l'Écusson, Montrevault-sur-Èvre | Stade de l'Écusson, Montrevault-sur-Èvre |
| 14 h 00 CET      | Rapport            |       |                 | Stade de l'Écusson, Montrevault-sur-Èvre | Stade de l'Écusson, Montrevault-sur-Èvre |

| 16 novembre 2024 | Vannes OC (N3) | 1 - 2 | Le Mans FC (N1) |                                         |                                         |
| 17 h 00 CET      |                |       |                 | Centre Sportif du Pérenno, Theix-Noyalo | Centre Sportif du Pérenno, Theix-Noyalo |
| 17 h 00 CET      | Rapport        |       |                 | Centre Sportif du Pérenno, Theix-Noyalo | Centre Sportif du Pérenno, Theix-Noyalo |

| 16 novembre 2024 | SC Locminé (N2) | 4 - 2 | Sablé FC (N3) |                                |                                |
| 17 h 00 CET      |                 |       |               | Stade du Pigeon Blanc, Locminé | Stade du Pigeon Blanc, Locminé |
| 17 h 00 CET      | Rapport         |       |               | Stade du Pigeon Blanc, Locminé | Stade du Pigeon Blanc, Locminé |

| 16 novembre 2024 | AS Vitré (N3)     | 0 - 0 4 - 5 t. a. b. | Stade lavallois (L2) |                        |                        |
| 18 h 00 CET      |                   |                      |                      | Stade municipal, Vitré | Stade municipal, Vitré |
| 18 h 00 CET      | Rapport           |                      |                      | Stade municipal, Vitré | Stade municipal, Vitré |
| 18 h 00 CET      | Tirs au but 4 - 5 |                      |                      | Stade municipal, Vitré | Stade municipal, Vitré |

| 16 novembre 2024 | Olympique de Saumur (N2) | 0 - 2 | US Concarneau (N1) |                                   |                                   |
| 14 h 00 CET      |                          |       |                    | Stade des Rives du Thouet, Saumur | Stade des Rives du Thouet, Saumur |
| 14 h 00 CET      | Rapport                  |       |                    | Stade des Rives du Thouet, Saumur | Stade des Rives du Thouet, Saumur |

| 16 novembre 2024 | US Montagnarde (R1) | 1 - 1 3 - 4 t. a. b. | Tours FC (R1) |                                    |                                    |
| 18 h 00 CET      |                     |                      |               | Stade Mané Braz, Inzinzac-Lochrist | Stade Mané Braz, Inzinzac-Lochrist |
| 18 h 00 CET      | Rapport             |                      |               | Stade Mané Braz, Inzinzac-Lochrist | Stade Mané Braz, Inzinzac-Lochrist |
| 18 h 00 CET      | Tirs au but 3 - 4   |                      |               | Stade Mané Braz, Inzinzac-Lochrist | Stade Mané Braz, Inzinzac-Lochrist |

| 16 novembre 2024 | OC Cesson (N3)    | 2 - 2 3 - 1 t. a. b. | TA Rennes (N3) |                                      |                                      |
| 18 h 00 CET      |                   |                      |                | Stade Roger Belliard, Cesson-Sévigné | Stade Roger Belliard, Cesson-Sévigné |
| 18 h 00 CET      | Rapport           |                      |                | Stade Roger Belliard, Cesson-Sévigné | Stade Roger Belliard, Cesson-Sévigné |
| 18 h 00 CET      | Tirs au but 3 - 1 |                      |                | Stade Roger Belliard, Cesson-Sévigné | Stade Roger Belliard, Cesson-Sévigné |

- Groupe E

Le FC Rouen 1899 (N1) est directement qualifié pour le 8e tour.
|  | FC Rouen 1899 (N1) | - | EXEMPT |  |  |
|  |                    |   |        |  |  |

| 16 novembre 2024 | AS Ginglin-Cesson (R1) | 2 - 0 | US Alençon (N3) |                                 |                                 |
| 14 h 00 CET      |                        |       |                 | Stade de l'Europe, Saint-Brieuc | Stade de l'Europe, Saint-Brieuc |
| 14 h 00 CET      | Rapport                |       |                 | Stade de l'Europe, Saint-Brieuc | Stade de l'Europe, Saint-Brieuc |

| 17 novembre 2024 | Maladrerie OS (R1) | 1 - 2 | US Bolbec (R1) |                               |                               |
| 14 h 00 CET      |                    |       |                | Stade Joseph Déterville, Caen | Stade Joseph Déterville, Caen |
| 14 h 00 CET      | Rapport            |       |                | Stade Joseph Déterville, Caen | Stade Joseph Déterville, Caen |

| 16 novembre 2024 | C' Chartres Football (N3) | 0 - 4 | SM Caen (L2) |                                 |                                 |
| 13 h 45 CET      |                           |       |              | Stade Jacques-Couvret, Chartres | Stade Jacques-Couvret, Chartres |
| 13 h 45 CET      | Rapport                   |       |              | Stade Jacques-Couvret, Chartres | Stade Jacques-Couvret, Chartres |

| 17 novembre 2024 | Stade Paimpolais FC (R2) | 0 - 3 | Stade briochin (N2) |                                 |                                 |
| 14 h 00 CET      |                          |       |                     | Stade Charles Bourcier, Paimpol | Stade Charles Bourcier, Paimpol |
| 14 h 00 CET      | Rapport                  |       |                     | Stade Charles Bourcier, Paimpol | Stade Charles Bourcier, Paimpol |

| 17 novembre 2024 | COBSP Football (R1) | 1 - 2 | US Saint-Malo (N2) |                                  |                                  |
| 14 h 00 CET      |                     |       |                    | Stade Château Bily, Saint-Brieuc | Stade Château Bily, Saint-Brieuc |
| 14 h 00 CET      | Rapport             |       |                    | Stade Château Bily, Saint-Brieuc | Stade Château Bily, Saint-Brieuc |

| 16 novembre 2024 | SP Milizac (N3)   | 1 - 1 2 - 3 t. a. b. | Dinan Léhon FC (N2) |                                        |                                        |
| 16 h 30 CET      |                   |                      |                     | Stade Pen Ar Guear, Milizac-Guipronvel | Stade Pen Ar Guear, Milizac-Guipronvel |
| 16 h 30 CET      | Rapport           |                      |                     | Stade Pen Ar Guear, Milizac-Guipronvel | Stade Pen Ar Guear, Milizac-Guipronvel |
| 16 h 30 CET      | Tirs au but 2 - 3 |                      |                     | Stade Pen Ar Guear, Milizac-Guipronvel | Stade Pen Ar Guear, Milizac-Guipronvel |

| 16 novembre 2024 | FC Serquigny Nassandres (R2) | 0 - 5 | EA Guingamp (L2) |                              |                              |
| 18 h 30 CET      |                              |       |                  | Stade Louis Bielman, Lisieux | Stade Louis Bielman, Lisieux |
| 18 h 30 CET      | Rapport                      |       |                  | Stade Louis Bielman, Lisieux | Stade Louis Bielman, Lisieux |

| 16 novembre 2024 | FC Saint-Lô Manche (N3) | 1 - 1 4 - 5 t. a. b. | SU Dives-Cabourg (N3) |                                |                                |
| 18 h 00 CET      |                         |                      |                       | Stade Louis-Villemer, Saint-Lô | Stade Louis-Villemer, Saint-Lô |
| 18 h 00 CET      | Rapport                 |                      |                       | Stade Louis-Villemer, Saint-Lô | Stade Louis-Villemer, Saint-Lô |
| 18 h 00 CET      | Tirs au but 4 - 5       |                      |                       | Stade Louis-Villemer, Saint-Lô | Stade Louis-Villemer, Saint-Lô |

- Groupe F

| 16 novembre 2024 | FC St-Philbert RJ (D3) | 0 - 6 | SA Mérignac (R1) |                                       |                                       |
| 16 h 00 CET      |                        |       |                  | Stade Claude Betard, La Châtaigneraie | Stade Claude Betard, La Châtaigneraie |
| 16 h 00 CET      | Rapport                |       |                  | Stade Claude Betard, La Châtaigneraie | Stade Claude Betard, La Châtaigneraie |

| 17 novembre 2024 | ES Beaumont Saint-Cyr (R2) | 1 - 0 | FCE Mérignac-Arlac (R1) |                                  |                                  |
| 14 h 00 CET      |                            |       |                         | Stade Gilbert Arnault, Chauvigny | Stade Gilbert Arnault, Chauvigny |
| 14 h 00 CET      | Rapport                    |       |                         | Stade Gilbert Arnault, Chauvigny | Stade Gilbert Arnault, Chauvigny |

| 16 novembre 2024 | Chamois niortais FC (R3) | 0 - 3 | US Orléans (N1) |                            |                            |
| 19 h 00 CET      |                          |       |                 | Stade René-Gaillard, Niort | Stade René-Gaillard, Niort |
| 19 h 00 CET      | Rapport                  |       |                 | Stade René-Gaillard, Niort | Stade René-Gaillard, Niort |

| 16 novembre 2024 | Cazaux Olympique (R3) | 0 - 6 | La Roche VF (N2) |                                             |                                             |
| 19 h 00 CET      |                       |       |                  | Stade du Clavier à Cazaux, La Teste-de-Buch | Stade du Clavier à Cazaux, La Teste-de-Buch |
| 19 h 00 CET      | Rapport               |       |                  | Stade du Clavier à Cazaux, La Teste-de-Buch | Stade du Clavier à Cazaux, La Teste-de-Buch |

| 16 novembre 2024 | US St-Philbert-de-Grand-Lieu (N3) | 3 - 0 | Thouars Foot 79 (R1) |                                                             |                                                             |
| 18 h 00 CET      |                                   |       |                      | Complexe Sportif des Chevrets, Saint-Philbert-de-Grand-Lieu | Complexe Sportif des Chevrets, Saint-Philbert-de-Grand-Lieu |
| 18 h 00 CET      | Rapport                           |       |                      | Complexe Sportif des Chevrets, Saint-Philbert-de-Grand-Lieu | Complexe Sportif des Chevrets, Saint-Philbert-de-Grand-Lieu |

| 16 novembre 2024 | Aviron bayonnais (N3) | 1 - 3 | Pau FC (L2) |                                 |                                 |
| 13 h 45 CET      |                       |       |             | Stade Didier Deschamps, Bayonne | Stade Didier Deschamps, Bayonne |
| 13 h 45 CET      | Rapport               |       |             | Stade Didier Deschamps, Bayonne | Stade Didier Deschamps, Bayonne |

| 17 novembre 2024 | Etoile Maritime FC (R2) | 0 - 0 4 - 3 t. a. b. | USSA Vertou (N3) |                                      |                                      |
| 14 h 00 CET      |                         |                      |                  | Stade François Le Parco, La Rochelle | Stade François Le Parco, La Rochelle |
| 14 h 00 CET      | Rapport                 |                      |                  | Stade François Le Parco, La Rochelle | Stade François Le Parco, La Rochelle |
| 14 h 00 CET      | Tirs au but 4 - 3       |                      |                  | Stade François Le Parco, La Rochelle | Stade François Le Parco, La Rochelle |

A la fin de la rencontre, le club de l'USSA Vertou dépose une réserve concernant le nombre de joueurs mutés de l'Etoile Maritime FC. Cette réserve est validée par la Commission Fédérale des Règlements et Contentieux (CFRC) de la FFF qui invalide le score du match et qualifie sur tapis vert le club de Vertou pour le 8e tour.
| 16 novembre 2024 | Vendée Fontenay Foot (N3) | 1 - 2 | ESOFV La Roche-sur-Yon (N3) |                                           |                                           |
| 18 h 00 CET      |                           |       |                             | Stade Emmanuel Murzeau, Fontenay-le-Comte | Stade Emmanuel Murzeau, Fontenay-le-Comte |
| 18 h 00 CET      | Rapport                   |       |                             | Stade Emmanuel Murzeau, Fontenay-le-Comte | Stade Emmanuel Murzeau, Fontenay-le-Comte |

| 17 novembre 2024 | FC Bressuire (R1) | 0 - 2 | FC Girondins de Bordeaux (N2) |                                |                                |
| 17 h 00 CET      |                   |       |                               | Stade Alain Métayer, Bressuire | Stade Alain Métayer, Bressuire |
| 17 h 00 CET      | Rapport           |       |                               | Stade Alain Métayer, Bressuire | Stade Alain Métayer, Bressuire |

| 15 novembre 2024 | Vendée Les Herbiers Foot (N2) | 2 - 1 | AC Ajaccio (L2) |                                 |                                 |
| 19 h 00 CET      |                               |       |                 | Stade Massabielle, Les Herbiers | Stade Massabielle, Les Herbiers |
| 19 h 00 CET      | Rapport                       |       |                 | Stade Massabielle, Les Herbiers | Stade Massabielle, Les Herbiers |

- Groupe G

| 17 novembre 2024 | Avenir Mourenxois (R3) | 0 - 3 | FC Marmande 47 (R2) |                       |                       |
| 14 h 00 CET      |                        |       |                     | Annexe du Hameau, Pau | Annexe du Hameau, Pau |
| 14 h 00 CET      | Rapport                |       |                     | Annexe du Hameau, Pau | Annexe du Hameau, Pau |

| 16 novembre 2024 | US Colomiers (N3) | 2 - 2 3 - 5 t. a. b. | Vierzon FC (N3) |                                      |                                      |
| 18 h 00 CET      |                   |                      |                 | Complexe sportif Capitany, Colomiers | Complexe sportif Capitany, Colomiers |
| 18 h 00 CET      | Rapport           |                      |                 | Complexe sportif Capitany, Colomiers | Complexe sportif Capitany, Colomiers |
| 18 h 00 CET      | Tirs au but 3 - 5 |                      |                 | Complexe sportif Capitany, Colomiers | Complexe sportif Capitany, Colomiers |

| 15 novembre 2024 | Angoulême Charente FC (N2) | 2 - 1 | Rodez AF (L2) |                                |                                |
| 20 h 00 CET      |                            |       |               | Stade Camille-Lebon, Angoulême | Stade Camille-Lebon, Angoulême |
| 20 h 00 CET      | Rapport                    |       |               | Stade Camille-Lebon, Angoulême | Stade Camille-Lebon, Angoulême |

| 16 novembre 2024 | CS Feytiat (R1) | 0 - 3 | Clermont Foot 63 (L2) |                             |                             |
| 14 h 00 CET      |                 |       |                       | Stade Saint-Lazare, Limoges | Stade Saint-Lazare, Limoges |
| 14 h 00 CET      | Rapport         |       |                       | Stade Saint-Lazare, Limoges | Stade Saint-Lazare, Limoges |

| 16 novembre 2024 | FC Espaly (N3) | 1 - 0 | AF Biars Bretenoux (R1) |                                       |                                       |
| 18 h 00 CET      |                |       |                         | Stade du Viouzou, Espaly-Saint-Marcel | Stade du Viouzou, Espaly-Saint-Marcel |
| 18 h 00 CET      | Rapport        |       |                         | Stade du Viouzou, Espaly-Saint-Marcel | Stade du Viouzou, Espaly-Saint-Marcel |

| 17 novembre 2024 | USE Couzeix-Chaptelat (R2) | 1 - 0 | Sauveteurs Brivois (R3) |                              |                              |
| 14 h 00 CET      |                            |       |                         | Stade Adrien Lacore, Couzeix | Stade Adrien Lacore, Couzeix |
| 14 h 00 CET      | Rapport                    |       |                         | Stade Adrien Lacore, Couzeix | Stade Adrien Lacore, Couzeix |

| 16 novembre 2024 | Canet Roussillon FC (N3) | 1 - 3 | FC Versailles 78 (N1) |                                         |                                         |
| 18 h 00 CET      |                          |       |                       | Stade Saint-Michel, Canet-en-Roussillon | Stade Saint-Michel, Canet-en-Roussillon |
| 18 h 00 CET      | Rapport                  |       |                       | Stade Saint-Michel, Canet-en-Roussillon | Stade Saint-Michel, Canet-en-Roussillon |

| 17 novembre 2024 | AS montferrandaise (U20R1) | 0 - 4 | L'Union Saint-Jean FC (R1) |                                        |                                        |
| 14 h 00 CET      |                            |       |                            | Stade des Gravanches, Clermont-Ferrand | Stade des Gravanches, Clermont-Ferrand |
| 14 h 00 CET      | Rapport                    |       |                            | Stade des Gravanches, Clermont-Ferrand | Stade des Gravanches, Clermont-Ferrand |

| 16 novembre 2024 | RCO Agde (N3)     | 1 - 1 9 - 8 t. a. b. | SO Romorantin (N3) |                           |                           |
| 17 h 00 CET      |                   |                      |                    | Stade Louis Sanguin, Agde | Stade Louis Sanguin, Agde |
| 17 h 00 CET      | Rapport           |                      |                    | Stade Louis Sanguin, Agde | Stade Louis Sanguin, Agde |
| 17 h 00 CET      | Tirs au but 9 - 8 |                      |                    | Stade Louis Sanguin, Agde | Stade Louis Sanguin, Agde |

| 16 novembre 2024 | FC Comtal (R2) | 0 - 2 | Le Puy Foot 43 (N2) |                                    |                                    |
| 19 h 00 CET      |                |       |                     | Stade de la Roque, Onet-le-Château | Stade de la Roque, Onet-le-Château |
| 19 h 00 CET      | Rapport        |       |                     | Stade de la Roque, Onet-le-Château | Stade de la Roque, Onet-le-Château |

- Groupe H

| 16 novembre 2024 | Grenoble Foot 38 (L2) | 1 - 1 10 - 9 t. a. b. | FC Villefranche Beaujolais (N1) |                           |                           |
| 18 h 30 CET      |                       |                       |                                 | Stade des Alpes, Grenoble | Stade des Alpes, Grenoble |
| 18 h 30 CET      | Rapport               |                       |                                 | Stade des Alpes, Grenoble | Stade des Alpes, Grenoble |
| 18 h 30 CET      | Tirs au but 10 - 9    |                       |                                 | Stade des Alpes, Grenoble | Stade des Alpes, Grenoble |

| 16 novembre 2024 | Istres FC (N2) | 4 - 0 | ES Cannet-Rocheville (N3) |                              |                              |
| 17 h 30 CET      |                |       |                           | Stade Parsemain, Fos-sur-Mer | Stade Parsemain, Fos-sur-Mer |
| 17 h 30 CET      | Rapport        |       |                           | Stade Parsemain, Fos-sur-Mer | Stade Parsemain, Fos-sur-Mer |

| 16 novembre 2024 | Olympique d'Alès (N3) | 4 - 2 | Stade beaucairois (N3) |                            |                            |
| 18 h 00 CET      |                       |       |                        | Stade Pierre-Pibarot, Alès | Stade Pierre-Pibarot, Alès |
| 18 h 00 CET      | Rapport               |       |                        | Stade Pierre-Pibarot, Alès | Stade Pierre-Pibarot, Alès |

| 16 novembre 2024 | ES Grau-du-Roi (R1) | 0 - 2 | AS Cannes (N2) |                                   |                                   |
| 19 h 00 CET      |                     |       |                | Stade Michel Mézy, Le Grau-du-Roi | Stade Michel Mézy, Le Grau-du-Roi |
| 19 h 00 CET      | Rapport             |       |                | Stade Michel Mézy, Le Grau-du-Roi | Stade Michel Mézy, Le Grau-du-Roi |

| 17 novembre 2024 | FC Allobroges Asafia (R2) | 0 - 5 | FC Martigues (L2) |                           |                           |
| 17 h 00 CET      |                           |       |                   | Stade des Alpes, Grenoble | Stade des Alpes, Grenoble |
| 17 h 00 CET      | Rapport                   |       |                   | Stade des Alpes, Grenoble | Stade des Alpes, Grenoble |

| 16 novembre 2024 | Valence FC (R3) | 1 - 0 | Marignane GCB FC (N2) |                                 |                                 |
| 14 h 00 CET      |                 |       |                       | Stade Georges-Pompidou, Valence | Stade Georges-Pompidou, Valence |
| 14 h 00 CET      | Rapport         |       |                       | Stade Georges-Pompidou, Valence | Stade Georges-Pompidou, Valence |

| 16 novembre 2024 | AS St-Just St-Rambert (R3) | 0 - 4 | FC Bourgoin-Jallieu (N3) |                                    |                                    |
| 18 h 00 CET      |                            |       |                          | Envol Stadium, Andrézieux-Bouthéon | Envol Stadium, Andrézieux-Bouthéon |
| 18 h 00 CET      | Rapport                    |       |                          | Envol Stadium, Andrézieux-Bouthéon | Envol Stadium, Andrézieux-Bouthéon |

| 17 novembre 2024 | Olympique de Valence (R1) | 1 - 0 | AC Arles (R1) |                                 |                                 |
| 14 h 00 CET      |                           |       |               | Stade Georges-Pompidou, Valence | Stade Georges-Pompidou, Valence |
| 14 h 00 CET      | Rapport                   |       |               | Stade Georges-Pompidou, Valence | Stade Georges-Pompidou, Valence |

| 17 novembre 2024 | Lempdes SF (R2) | 0 - 1 | Carnoux FC (R1) |                                                   |                                                   |
| 14 h 00 CET      |                 |       |                 | Stade Joseph et Michel Gardet, Cournon-d'Auvergne | Stade Joseph et Michel Gardet, Cournon-d'Auvergne |
| 14 h 00 CET      | Rapport         |       |                 | Stade Joseph et Michel Gardet, Cournon-d'Auvergne | Stade Joseph et Michel Gardet, Cournon-d'Auvergne |

| 17 novembre 2024 | SC Anduze (R3) | 1 - 3 | Hauts Lyonnais (N3) |                            |                            |
| 14 h 00 CET      |                |       |                     | Stade Pierre-Pibarot, Alès | Stade Pierre-Pibarot, Alès |
| 14 h 00 CET      | Rapport        |       |                     | Stade Pierre-Pibarot, Alès | Stade Pierre-Pibarot, Alès |

- Groupe I

| 16 novembre 2024 | GFA Rumilly Vallières (N2) | 1 - 0 | Jura Dolois Football (N3) |                               |                               |
| 18 h 00 CET      |                            |       |                           | Stade des Grangettes, Rumilly | Stade des Grangettes, Rumilly |
| 18 h 00 CET      | Rapport                    |       |                           | Stade des Grangettes, Rumilly | Stade des Grangettes, Rumilly |

| 16 novembre 2024 | Chaumont FC (R1) | 2 - 3 | GOAL FC (N2) |                               |                               |
| 14 h 00 CET      |                  |       |              | Stade Georges Dodin, Chaumont | Stade Georges Dodin, Chaumont |
| 14 h 00 CET      | Rapport          |       |              | Stade Georges Dodin, Chaumont | Stade Georges Dodin, Chaumont |

| 16 novembre 2024 | FC Grandvillars (R1) | 2 - 4 | Dijon FCO (N1) |                                |                                |
| 17 h 00 CET      |                      |       |                | Stade Léon-Gelot, Grandvillars | Stade Léon-Gelot, Grandvillars |
| 17 h 00 CET      | Rapport              |       |                | Stade Léon-Gelot, Grandvillars | Stade Léon-Gelot, Grandvillars |

| 17 novembre 2024 | Chambéry Savoie Football (N3) | 2 - 1 | FC Saint-Cyr Collonges (R1) |                       |                       |
| 14 h 00 CET      |                               |       |                             | Stade Mager, Chambéry | Stade Mager, Chambéry |
| 14 h 00 CET      | Rapport                       |       |                             | Stade Mager, Chambéry | Stade Mager, Chambéry |

| 16 novembre 2024 | FC Foron (R2) | 1 - 3 | ES Troyes AC (L2) |                             |                             |
| 18 h 00 CET      |               |       |                   | Stade Intercommunal, Cluses | Stade Intercommunal, Cluses |
| 18 h 00 CET      | Rapport       |       |                   | Stade Intercommunal, Cluses | Stade Intercommunal, Cluses |

| 16 novembre 2024 | ESB Marboz (R3) | 0 - 1 | Cluses Scionzier FC (R1) |                              |                              |
| 17 h 00 CET      |                 |       |                          | Stade Fernand Piguet, Marboz | Stade Fernand Piguet, Marboz |
| 17 h 00 CET      | Rapport         |       |                          | Stade Fernand Piguet, Marboz | Stade Fernand Piguet, Marboz |

| 16 novembre 2024 | ASGGM Guéreins (D2) | 0 - 4 | UF Mâcon (N3) |                                               |                                               |
| 18 h 00 CET      |                     |       |               | Stade Armand-Chouffet, Villefranche-sur-Saône | Stade Armand-Chouffet, Villefranche-sur-Saône |
| 18 h 00 CET      | Rapport             |       |               | Stade Armand-Chouffet, Villefranche-sur-Saône | Stade Armand-Chouffet, Villefranche-sur-Saône |

| 16 novembre 2024 | FC Gueugnon (N3) | 1 - 3 | FC Sochaux-Montbéliard (N1) |                              |                              |
| 18 h 00 CET      |                  |       |                             | Stade Jean-Laville, Gueugnon | Stade Jean-Laville, Gueugnon |
| 18 h 00 CET      | Rapport          |       |                             | Stade Jean-Laville, Gueugnon | Stade Jean-Laville, Gueugnon |

| 17 novembre 2024 | FC Valdahon Vercel (R1) | 0 - 4 | Jura Sud Foot (N2) |                                     |                                     |
| 14 h 00 CET      |                         |       |                    | Stade de la Combe Bourdon, Valdahon | Stade de la Combe Bourdon, Valdahon |
| 14 h 00 CET      | Rapport                 |       |                    | Stade de la Combe Bourdon, Valdahon | Stade de la Combe Bourdon, Valdahon |

| 16 novembre 2024 | FC Vesoul (R1) | 1 - 6 | FC Annecy (L2) |                            |                            |
| 18 h 00 CET      |                |       |                | Stade René-Hologne, Vesoul | Stade René-Hologne, Vesoul |
| 18 h 00 CET      | Rapport        |       |                | Stade René-Hologne, Vesoul | Stade René-Hologne, Vesoul |

### Huitième tour

#### Participants
Les 88 clubs vainqueurs du 7e tour sont rejoints par les 4 clubs représentants des ligues de Guadeloupe, de Guyane, de La Réunion et de Martinique qui entrent à ce tour.

#### Tirages
La détermination des rencontres est effectuée selon la méthode : Vainqueur Match 1 contre Vainqueur Match 2 lors du tirage du 7e tour avec une inversion de la rencontre s'il y a un écart d'au moins deux niveaux entre les deux équipes. Il y a des spécifications pour les matchs concernant les clubs de l'Outre-mer.
Des quatre clubs ultramarins qui entrent en lice lors du 8e tour, les clubs représentants de Guyane et de La Réunion jouent à domicile contre un club métropolitain tandis que les représentants de Guadeloupe et Martinique se déplacent en Métropole selon la règle de l'alternance bisannuel (Métropole/Outre-Mer).
Les deux clubs ultramarins recevants (Guyane et La Réunion) affrontent une équipe de métropole ayant candidaté au déplacement en outre-mer lors du tirage du 7e tour.
L'ordre de priorité est déterminé lors du tirage outre-mer du 7e tour (en cas de qualification des clubs pour le 8e) :
Les deux clubs ultramarins se déplaçant en métropole (représentants de Guadeloupe et Martinique) affrontent les clubs de métropole mis en paire avec les clubs qui se déplacent en outre-mer (selon l'ordre du tirage du 7e).

#### Rencontres
Outre-mer
- Match en Guyane

| 30 novembre 2024          | AS Étoile de Matoury (R1 Guyane) | 0 - 2 | US Thionville Lusitanos (N2) |                                    |                                    |
| 16 h 00 UTC−3 20 h 00 CET |                                  |       |                              | Stade Edmard-Lama, Remire-Montjoly | Stade Edmard-Lama, Remire-Montjoly |
| 16 h 00 UTC−3 20 h 00 CET | Rapport                          |       |                              | Stade Edmard-Lama, Remire-Montjoly | Stade Edmard-Lama, Remire-Montjoly |

- Match à La Réunion

| 1er décembre 2024         | Saint-Denis FC (R1 Réunion) | 0 - 0 5 - 4 t. a. b. | USSA Vertou (N3) |                                |                                |
| 16 h 00 UTC+4 13 h 00 CET |                             |                      |                  | Stade Jean-Ivoula, Saint-Denis | Stade Jean-Ivoula, Saint-Denis |
| 16 h 00 UTC+4 13 h 00 CET | Rapport                     |                      |                  | Stade Jean-Ivoula, Saint-Denis | Stade Jean-Ivoula, Saint-Denis |
| 16 h 00 UTC+4 13 h 00 CET | Tirs au but 5 - 4           |                      |                  | Stade Jean-Ivoula, Saint-Denis | Stade Jean-Ivoula, Saint-Denis |

Métropole
- Groupe A

En raison de travaux sur la pelouse du Stade Marcel-Picot, la rencontre est inversée et a lieu à Bastia.
| 29 novembre 2024 | SC Bastia (L2) | 2 - 0 | AS Nancy-Lorraine (N1) |                              |                              |
| 19 h 30 CET      |                |       |                        | Stade Armand-Cesari, Furiani | Stade Armand-Cesari, Furiani |
| 19 h 30 CET      | Rapport        |       |                        | Stade Armand-Cesari, Furiani | Stade Armand-Cesari, Furiani |

| 1er décembre 2024 | FC Lunéville (R1) | 0 - 4 | ES Thaon (N3) |                                |                                |
| 15 h 00 CET       |                   |       |               | Stade Edouard Fénal, Lunéville | Stade Edouard Fénal, Lunéville |
| 15 h 00 CET       | Rapport           |       |               | Stade Edouard Fénal, Lunéville | Stade Edouard Fénal, Lunéville |

| 30 novembre 2024 | SR Colmar (N3)    | 1 - 1 3 - 4 t. a. b. | FCSR Haguenau (N2) |                        |                        |
| 17 h 00 CET      |                   |                      |                    | Colmar Stadium, Colmar | Colmar Stadium, Colmar |
| 17 h 00 CET      | Rapport           |                      |                    | Colmar Stadium, Colmar | Colmar Stadium, Colmar |
| 17 h 00 CET      | Tirs au but 3 - 4 |                      |                    | Colmar Stadium, Colmar | Colmar Stadium, Colmar |

| 30 novembre 2024 | Association Still-Mutzig (R1) | 4 - 1 | Jeunesse Evolution (R1 Guadeloupe) |                      |                      |
| 14 h 00 CET      |                               |       |                                    | Stade Lafarge, Still | Stade Lafarge, Still |
| 14 h 00 CET      | Rapport                       |       |                                    | Stade Lafarge, Still | Stade Lafarge, Still |

| 29 novembre 2024 | US Raon-l'Étape (N3) | 0 - 1 | FC Metz (L2) |                                 |                                 |
| 19 h 30 CET      |                      |       |              | Stade Paul Gasser, Raon-l'Étape | Stade Paul Gasser, Raon-l'Étape |
| 19 h 30 CET      | Rapport              |       |              | Stade Paul Gasser, Raon-l'Étape | Stade Paul Gasser, Raon-l'Étape |

- Groupe B

| 1er décembre 2024 | US Noyelles-sous-Lens (R2) | 0 - 3 | JA Drancy (N3) |                                          |                                          |
| 14 h 00 CET       |                            |       |                | Stade Auguste Gallet, Noyelles-sous-Lens | Stade Auguste Gallet, Noyelles-sous-Lens |
| 14 h 00 CET       | Rapport                    |       |                | Stade Auguste Gallet, Noyelles-sous-Lens | Stade Auguste Gallet, Noyelles-sous-Lens |

| 30 novembre 2024 | FC 93 BBG (N2)    | 2 - 2 4 - 2 t. a. b. | Red Star FC (L2) |                                |                                |
| 14 h 30 CET      |                   |                      |                  | Stade Auguste-Delaune, Bobigny | Stade Auguste-Delaune, Bobigny |
| 14 h 30 CET      | Rapport           |                      |                  | Stade Auguste-Delaune, Bobigny | Stade Auguste-Delaune, Bobigny |
| 14 h 30 CET      | Tirs au but 4 - 2 |                      |                  | Stade Auguste-Delaune, Bobigny | Stade Auguste-Delaune, Bobigny |

| 1er décembre 2024 | Entente Feignies-Aulnoye (N2) | 1 - 0 | Gallia Lucciana (N3) |                                        |                                        |
| 13 h 30 CET       |                               |       |                      | Complexe sportif Didier Eloy, Feignies | Complexe sportif Didier Eloy, Feignies |
| 13 h 30 CET       | Rapport                       |       |                      | Complexe sportif Didier Eloy, Feignies | Complexe sportif Didier Eloy, Feignies |

| 30 novembre 2024 | FCM Aubervilliers (N2) | 0 - 2 | USL Dunkerque (L2) |                                   |                                   |
| 14 h 30 CET      |                        |       |                    | Stade André Karman, Aubervilliers | Stade André Karman, Aubervilliers |
| 14 h 30 CET      | Rapport                |       |                    | Stade André Karman, Aubervilliers | Stade André Karman, Aubervilliers |

Initialement club recevant, le SFC Neuilly-sur-Marne ne désigne pas de stade de repli homologué et la rencontre est inversée et a lieu à Valenciennes.
| 30 novembre 2024 | Valenciennes FC (N1) | 4 - 3 | SFC Neuilly-sur-Marne (N3) |                                |                                |
| 16 h 00 CET      |                      |       |                            | Stade du Hainaut, Valenciennes | Stade du Hainaut, Valenciennes |
| 16 h 00 CET      | Rapport              |       |                            | Stade du Hainaut, Valenciennes | Stade du Hainaut, Valenciennes |

- Groupe C

| 1er décembre 2024 | US Boulogne Côte d'Opale (N1) | 4 - 2 | AS Beauvais Oise (N2) |                                          |                                          |
| 13 h 45 CET       |                               |       |                       | Stade de la Libération, Boulogne-sur-Mer | Stade de la Libération, Boulogne-sur-Mer |
| 13 h 45 CET       | Rapport                       |       |                       | Stade de la Libération, Boulogne-sur-Mer | Stade de la Libération, Boulogne-sur-Mer |

Cette rencontre est avancée pour des raisons organisationelles concernant les Diables Noirs qui restent en métropole entre leurs matchs du 7e et 8e tour.
| 20 novembre 2024 | USC Corte (N3) | 2 - 0 | Diables noirs (R1 Mayotte) |                              |                              |
| 20 h 00 CET      |                |       |                            | Stade Santos-Manfredi, Corte | Stade Santos-Manfredi, Corte |
| 20 h 00 CET      | Rapport        |       |                            | Stade Santos-Manfredi, Corte | Stade Santos-Manfredi, Corte |

| 30 novembre 2024 | FC Liancourt-Clermont (R2) | 0 - 1 | Quevilly Rouen Métropole (N1) |                            |                            |
| 15 h 00 CET      |                            |       |                               | Stade Walter-Luzi, Chambly | Stade Walter-Luzi, Chambly |
| 15 h 00 CET      | Rapport                    |       |                               | Stade Walter-Luzi, Chambly | Stade Walter-Luzi, Chambly |

| 30 novembre 2024 | Le Touquet ACFCO (R3) | 0 - 1 | RC Calais (N3) |                                               |                                               |
| 18 h 00 CET      |                       |       |                | Stade Gérard Houllier, Le Touquet-Paris-Plage | Stade Gérard Houllier, Le Touquet-Paris-Plage |
| 18 h 00 CET      | Rapport               |       |                | Stade Gérard Houllier, Le Touquet-Paris-Plage | Stade Gérard Houllier, Le Touquet-Paris-Plage |

| 29 novembre 2024 | Calais Beau Marais (R1) | 0 - 3 | Amiens SC (L2) |                           |                           |
| 20 h 00 CET      |                         |       |                | Stade de l'Épopée, Calais | Stade de l'Épopée, Calais |
| 20 h 00 CET      | Rapport                 |       |                | Stade de l'Épopée, Calais | Stade de l'Épopée, Calais |

- Groupe D

| 30 novembre 2024 | US Monnaie (R1) | 0 - 5 | FC Lorient (L2) |                                 |                                 |
| 13 h 30 CET      |                 |       |                 | Stade Georges Boulogne, Amboise | Stade Georges Boulogne, Amboise |
| 13 h 30 CET      | Rapport         |       |                 | Stade Georges Boulogne, Amboise | Stade Georges Boulogne, Amboise |

| 30 novembre 2024 | Le Mans FC (N1) | 4 - 0 | SC Locminé (N2) |                               |                               |
| 18 h 00 CET      |                 |       |                 | Stade Marie-Marvingt, Le Mans | Stade Marie-Marvingt, Le Mans |
| 18 h 00 CET      | Rapport         |       |                 | Stade Marie-Marvingt, Le Mans | Stade Marie-Marvingt, Le Mans |

| 30 novembre 2024 | Stade lavallois (L2) | 2 - 2 5 - 3 t. a. b. | US Concarneau (N1) |                                |                                |
| 14 h 00 CET      |                      |                      |                    | Stade Francis-Le-Basser, Laval | Stade Francis-Le-Basser, Laval |
| 14 h 00 CET      | Rapport              |                      |                    | Stade Francis-Le-Basser, Laval | Stade Francis-Le-Basser, Laval |
| 14 h 00 CET      | Tirs au but 5 - 3    |                      |                    | Stade Francis-Le-Basser, Laval | Stade Francis-Le-Basser, Laval |

| 30 novembre 2024 | Tours FC (R1) | 3 - 0 | OC Cesson (N3) |                                   |                                   |
| 18 h 00 CET      |               |       |                | Stade de la Vallée du Cher, Tours | Stade de la Vallée du Cher, Tours |
| 18 h 00 CET      | Rapport       |       |                | Stade de la Vallée du Cher, Tours | Stade de la Vallée du Cher, Tours |

- Groupe E

| 30 novembre 2024 | AS Ginglin-Cesson (R1) | 0 - 3 | FC Rouen 1899 (N1) |                              |                              |
| 18 h 30 CET      |                        |       |                    | Stade de Roudourou, Guingamp | Stade de Roudourou, Guingamp |
| 18 h 30 CET      | Rapport                |       |                    | Stade de Roudourou, Guingamp | Stade de Roudourou, Guingamp |

En raison d'un risque d'affrontement entre supporters caennais, rouennais et havrais, la rencontre est inversée et a lieu à Caen.
| 30 novembre 2024 | SM Caen (L2) | 6 - 0 | US Bolbec (R1) |                             |                             |
| 13 h 30 CET      |              |       |                | Stade Michel-d'Ornano, Caen | Stade Michel-d'Ornano, Caen |
| 13 h 30 CET      | Rapport      |       |                | Stade Michel-d'Ornano, Caen | Stade Michel-d'Ornano, Caen |

| 29 novembre 2024 | Stade briochin (N2) | 0 - 0 5 - 4 t. a. b. | US Saint-Malo (N2) |                                 |                                 |
| 19 h 00 CET      |                     |                      |                    | Stade Fred-Aubert, Saint-Brieuc | Stade Fred-Aubert, Saint-Brieuc |
| 19 h 00 CET      | Rapport             |                      |                    | Stade Fred-Aubert, Saint-Brieuc | Stade Fred-Aubert, Saint-Brieuc |
| 19 h 00 CET      | Tirs au but 5 - 4   |                      |                    | Stade Fred-Aubert, Saint-Brieuc | Stade Fred-Aubert, Saint-Brieuc |

| 30 novembre 2024 | Dinan Léhon FC (N2) | 1 - 4 | EA Guingamp (L2) |                             |                             |
| 18 h 00 CET      |                     |       |                  | Stade du Clos Gastel, Dinan | Stade du Clos Gastel, Dinan |
| 18 h 00 CET      | Rapport             |       |                  | Stade du Clos Gastel, Dinan | Stade du Clos Gastel, Dinan |

| 30 novembre 2024 | SU Dives-Cabourg (N3) | 6 - 1 | AS Dragon (Tahiti Ligue 1) |                                  |                                  |
| 20 h 00 CET      |                       |       |                            | Stade Heurtematte, Dives-sur-Mer | Stade Heurtematte, Dives-sur-Mer |
| 20 h 00 CET      | Rapport               |       |                            | Stade Heurtematte, Dives-sur-Mer | Stade Heurtematte, Dives-sur-Mer |

- Groupe F

| 30 novembre 2024 | SA Mérignac (R1)  | 1 - 1 4 - 2 t. a. b. | ES Beaumont Saint-Cyr (R2) |                         |                         |
| 18 h 00 CET      |                   |                      |                            | Stade du Jard, Mérignac | Stade du Jard, Mérignac |
| 18 h 00 CET      | Rapport           |                      |                            | Stade du Jard, Mérignac | Stade du Jard, Mérignac |
| 18 h 00 CET      | Tirs au but 4 - 2 |                      |                            | Stade du Jard, Mérignac | Stade du Jard, Mérignac |

| 29 novembre 2024 | US Orléans (N1)   | 1 - 1 2 - 4 t. a. b. | La Roche VF (N2) |                             |                             |
| 19 h 00 CET      |                   |                      |                  | Stade de la Source, Orléans | Stade de la Source, Orléans |
| 19 h 00 CET      | Rapport           |                      |                  | Stade de la Source, Orléans | Stade de la Source, Orléans |
| 19 h 00 CET      | Tirs au but 2 - 4 |                      |                  | Stade de la Source, Orléans | Stade de la Source, Orléans |

| 30 novembre 2024 | US St-Philbert-de-Grand-Lieu (N3) | 1 - 1 4 - 1 t. a. b. | Pau FC (L2) |                               |                               |
| 14 h 30 CET      |                                   |                      |             | Stade Jean Léveillé, Challans | Stade Jean Léveillé, Challans |
| 14 h 30 CET      | Rapport                           |                      |             | Stade Jean Léveillé, Challans | Stade Jean Léveillé, Challans |
| 14 h 30 CET      | Tirs au but 4 - 1                 |                      |             | Stade Jean Léveillé, Challans | Stade Jean Léveillé, Challans |

| 30 novembre 2024 | ESOFV La Roche-sur-Yon (N3) | 1 - 3 | RC Saint-Joseph (R1 Martinique) |                                                |                                                |
| 18 h 00 CET      |                             |       |                                 | Stade de Saint-André d'Ornay, La Roche-sur-Yon | Stade de Saint-André d'Ornay, La Roche-sur-Yon |
| 18 h 00 CET      | Rapport                     |       |                                 | Stade de Saint-André d'Ornay, La Roche-sur-Yon | Stade de Saint-André d'Ornay, La Roche-sur-Yon |

| 1er décembre 2024 | FC Girondins de Bordeaux (N2) | 2 - 0 | Vendée Les Herbiers Foot (N2) |                             |                             |
| 17 h 00 CET       |                               |       |                               | Matmut Atlantique, Bordeaux | Matmut Atlantique, Bordeaux |
| 17 h 00 CET       | Rapport                       |       |                               | Matmut Atlantique, Bordeaux | Matmut Atlantique, Bordeaux |

- Groupe G

Le Vierzon FC, initialement vainqueur du match sur le score de 2 - 2 (3 - 5 t. a. b.), a été disqualifié pour avoir présenté un certificat médical non valable pour l'un de ses joueurs. Le FC Marmande 47 se qualifie donc sur tapis vert.
| 30 novembre 2024 | FC Marmande 47 (R2) | Tapis vert | Vierzon FC (N3) |                          |                          |
| 20 h 00 CET      |                     |            |                 | Stade Michelon, Marmande | Stade Michelon, Marmande |
| 20 h 00 CET      | Rapport             |            |                 | Stade Michelon, Marmande | Stade Michelon, Marmande |

| 30 novembre 2024 | Angoulême Charente FC (N2) | 1 - 2 | Clermont Foot 63 (L2) |                                |                                |
| 14 h 00 CET      |                            |       |                       | Stade Camille-Lebon, Angoulême | Stade Camille-Lebon, Angoulême |
| 14 h 00 CET      | Rapport                    |       |                       | Stade Camille-Lebon, Angoulême | Stade Camille-Lebon, Angoulême |

| 1er décembre 2024 | USE Couzeix-Chaptelat (R2) | 0 - 3 | FC Espaly (N3) |                              |                              |
| 13 h 30 CET       |                            |       |                | Stade Adrien Lacore, Couzeix | Stade Adrien Lacore, Couzeix |
| 13 h 30 CET       | Rapport                    |       |                | Stade Adrien Lacore, Couzeix | Stade Adrien Lacore, Couzeix |

| 30 novembre 2024 | L'Union Saint-Jean FC (R1) | 2 - 1 | FC Versailles 78 (N1) |                               |                               |
| 18 h 00 CET      |                            |       |                       | Stade Georges Beyney, L'Union | Stade Georges Beyney, L'Union |
| 18 h 00 CET      | Rapport                    |       |                       | Stade Georges Beyney, L'Union | Stade Georges Beyney, L'Union |

| 30 novembre 2024 | RCO Agde (N3) | 1 - 5 | Le Puy Foot 43 (N2) |                           |                           |
| 17 h 00 CET      |               |       |                     | Stade Louis Sanguin, Agde | Stade Louis Sanguin, Agde |
| 17 h 00 CET      | Rapport       |       |                     | Stade Louis Sanguin, Agde | Stade Louis Sanguin, Agde |

- Groupe H

| 30 novembre 2024 | Istres FC (N2) | 0 - 4 | Grenoble Foot 38 (L2) |                              |                              |
| 17 h 00 CET      |                |       |                       | Stade Parsemain, Fos-sur-Mer | Stade Parsemain, Fos-sur-Mer |
| 17 h 00 CET      | Rapport        |       |                       | Stade Parsemain, Fos-sur-Mer | Stade Parsemain, Fos-sur-Mer |

| 30 novembre 2024 | Olympique d'Alès (N3) | 1 - 5 | AS Cannes (N2) |                            |                            |
| 18 h 00 CET      |                       |       |                | Stade Pierre-Pibarot, Alès | Stade Pierre-Pibarot, Alès |
| 18 h 00 CET      | Rapport               |       |                | Stade Pierre-Pibarot, Alès | Stade Pierre-Pibarot, Alès |

| 30 novembre 2024 | Valence FC (R3) | 0 - 2 | FC Martigues (L2) |                                 |                                 |
| 18 h 00 CET      |                 |       |                   | Stade Georges-Pompidou, Valence | Stade Georges-Pompidou, Valence |
| 18 h 00 CET      | Rapport         |       |                   | Stade Georges-Pompidou, Valence | Stade Georges-Pompidou, Valence |

| 30 novembre 2024 | FC Bourgoin-Jallieu (N3) | 3 - 0 | Olympique de Valence (R1) |                                        |                                        |
| 18 h 00 CET      |                          |       |                           | Stade de Chantereine, Bourgoin-Jallieu | Stade de Chantereine, Bourgoin-Jallieu |
| 18 h 00 CET      | Rapport                  |       |                           | Stade de Chantereine, Bourgoin-Jallieu | Stade de Chantereine, Bourgoin-Jallieu |

| 30 novembre 2024 | Carnoux FC (R1) | 0 - 1 | Hauts Lyonnais (N3) |                              |                              |
| 18 h 00 CET      |                 |       |                     | Stade Marcel Cerdan, Carnoux | Stade Marcel Cerdan, Carnoux |
| 18 h 00 CET      | Rapport         |       |                     | Stade Marcel Cerdan, Carnoux | Stade Marcel Cerdan, Carnoux |

- Groupe I

| 30 novembre 2024 | GFA Rumilly Vallières (N2) | 1 - 1 3 - 4 t. a. b. | GOAL FC (N2) |                               |                               |
| 17 h 00 CET      |                            |                      |              | Stade des Grangettes, Rumilly | Stade des Grangettes, Rumilly |
| 17 h 00 CET      | Rapport                    |                      |              | Stade des Grangettes, Rumilly | Stade des Grangettes, Rumilly |
| 17 h 00 CET      | Tirs au but 3 - 4          |                      |              | Stade des Grangettes, Rumilly | Stade des Grangettes, Rumilly |

| 29 novembre 2024 | Chambéry Savoie Football (N3) | 0 - 2 | Dijon FCO (N1) |                                   |                                   |
| 20 h 00 CET      |                               |       |                | Chambéry Savoie Stadium, Chambéry | Chambéry Savoie Stadium, Chambéry |
| 20 h 00 CET      | Rapport                       |       |                | Chambéry Savoie Stadium, Chambéry | Chambéry Savoie Stadium, Chambéry |

| 30 novembre 2024 | Cluses Scionzier FC (R1) | 0 - 1 | ES Troyes AC (L2) |                             |                             |
| 17 h 00 CET      |                          |       |                   | Stade Intercommunal, Cluses | Stade Intercommunal, Cluses |
| 17 h 00 CET      | Rapport                  |       |                   | Stade Intercommunal, Cluses | Stade Intercommunal, Cluses |

| 30 novembre 2024 | UF Mâcon (N3) | 0 - 2 | FC Sochaux-Montbéliard (N1) |                            |                            |
| 18 h 00 CET      |               |       |                             | Stade Pierre Guérin, Mâcon | Stade Pierre Guérin, Mâcon |
| 18 h 00 CET      | Rapport       |       |                             | Stade Pierre Guérin, Mâcon | Stade Pierre Guérin, Mâcon |

| 30 novembre 2024 | Jura Sud Foot (N2) | 0 - 0 5 - 6 t. a. b. | FC Annecy (L2) |                                         |                                         |
| 16 h 00 CET      |                    |                      |                | Stade Edouard Guillon, Chassal-Molinges | Stade Edouard Guillon, Chassal-Molinges |
| 16 h 00 CET      | Rapport            |                      |                | Stade Edouard Guillon, Chassal-Molinges | Stade Edouard Guillon, Chassal-Molinges |
| 16 h 00 CET      | Tirs au but 5 - 6  |                      |                | Stade Edouard Guillon, Chassal-Molinges | Stade Edouard Guillon, Chassal-Molinges |

## Phase finale

### Trente-deuxièmes de finale

#### Participants
Les 46 clubs qualifiés du 8e tour sont rejoints par les 18 clubs de Ligue 1 qui entrent à ce tour.
Le tirage au sort a lieu le 2 décembre 2024 à 19 heures au Parc des Princes stade du tenant du titre.
Les 64 clubs sont répartis dans trois groupes de niveau équitable.

#### Rencontres
- Groupe A

| 20 décembre 2024 | FC Espaly (N3)    | 1 - 1 4 - 3 t. a. b. | Dijon FCO (N1) | | |
| 20h45            | Gjeci 73e         | (1 - 1)              | 70e Lembezat   | Stade du Viouzou, Espaly-Saint-Marcel Spectateurs : 884 Diffuseur : beIN Sports Max 5 Arbitrage : Faouzi Benchabane | Stade du Viouzou, Espaly-Saint-Marcel Spectateurs : 884 Diffuseur : beIN Sports Max 5 Arbitrage : Faouzi Benchabane |
| 20h45            | Rapport           |                      |                | Stade du Viouzou, Espaly-Saint-Marcel Spectateurs : 884 Diffuseur : beIN Sports Max 5 Arbitrage : Faouzi Benchabane | Stade du Viouzou, Espaly-Saint-Marcel Spectateurs : 884 Diffuseur : beIN Sports Max 5 Arbitrage : Faouzi Benchabane |
| 20h45            | Tirs au but 4 - 3 |                      |                | Stade du Viouzou, Espaly-Saint-Marcel Spectateurs : 884 Diffuseur : beIN Sports Max 5 Arbitrage : Faouzi Benchabane | Stade du Viouzou, Espaly-Saint-Marcel Spectateurs : 884 Diffuseur : beIN Sports Max 5 Arbitrage : Faouzi Benchabane |

| 20 décembre 2024 | GOAL FC (N2)   | 1 - 2   | FC Annecy (L2)                   | | |
| 20h45            | Bennekrouf 53e | (0 - 1) | 32e Drouhin · 90+3e (csc) Tanard | Stade Ludovic Giuly, Chasselay Spectateurs : 1 781 Diffuseur : beIN Sports Max 7 Arbitrage : Hakim Ben El Hadj | Stade Ludovic Giuly, Chasselay Spectateurs : 1 781 Diffuseur : beIN Sports Max 7 Arbitrage : Hakim Ben El Hadj |
| 20h45            | Rapport        |         |                                  | Stade Ludovic Giuly, Chasselay Spectateurs : 1 781 Diffuseur : beIN Sports Max 7 Arbitrage : Hakim Ben El Hadj | Stade Ludovic Giuly, Chasselay Spectateurs : 1 781 Diffuseur : beIN Sports Max 7 Arbitrage : Hakim Ben El Hadj |

| 21 décembre 2024 | AS Cannes (N2)               | 3 - 2   | Grenoble Foot 38 (L2)   | | |
| 15h30            | Domingues 9e 19e · Ndoye 39e | (3 - 1) | 12e Valls · 90+1e Zahui | Stade Pierre-de-Coubertin, Cannes Spectateurs : 1 818 Diffuseur : beIN Sports Max 6 Arbitrage : Antoine Valnet | Stade Pierre-de-Coubertin, Cannes Spectateurs : 1 818 Diffuseur : beIN Sports Max 6 Arbitrage : Antoine Valnet |
| 15h30            | Rapport                      |         |                         | Stade Pierre-de-Coubertin, Cannes Spectateurs : 1 818 Diffuseur : beIN Sports Max 6 Arbitrage : Antoine Valnet | Stade Pierre-de-Coubertin, Cannes Spectateurs : 1 818 Diffuseur : beIN Sports Max 6 Arbitrage : Antoine Valnet |

| 21 décembre 2024 | FC Bourgoin-Jallieu (N3)        | 4 - 1   | FC Martigues (L2) | | |
| 15h30            | Kohser 3e 11e · Bozkurt 26e 65e | (3 - 1) | 23e Siby          | Stade Pierre-Rajon, Bourgoin-Jallieu Spectateurs : 2 850 Diffuseur : beIN Sports Max 7 Arbitrage : Geoffrey Kubler | Stade Pierre-Rajon, Bourgoin-Jallieu Spectateurs : 2 850 Diffuseur : beIN Sports Max 7 Arbitrage : Geoffrey Kubler |
| 15h30            | Rapport                         |         |                   | Stade Pierre-Rajon, Bourgoin-Jallieu Spectateurs : 2 850 Diffuseur : beIN Sports Max 7 Arbitrage : Geoffrey Kubler | Stade Pierre-Rajon, Bourgoin-Jallieu Spectateurs : 2 850 Diffuseur : beIN Sports Max 7 Arbitrage : Geoffrey Kubler |

| 21 décembre 2024 | Hauts Lyonnais (N3) | 0 - 0 2 - 4 t. a. b. | Toulouse FC (L1) | | |
| 15h30            |                     | (0 - 0)              |                  | Stade Maurice-Rousson, Feurs Spectateurs : 1 825 Diffuseur : beIN Sports Max 8 Arbitrage : Mikaël Lesage | Stade Maurice-Rousson, Feurs Spectateurs : 1 825 Diffuseur : beIN Sports Max 8 Arbitrage : Mikaël Lesage |
| 15h30            | Rapport             |                      |                  | Stade Maurice-Rousson, Feurs Spectateurs : 1 825 Diffuseur : beIN Sports Max 8 Arbitrage : Mikaël Lesage | Stade Maurice-Rousson, Feurs Spectateurs : 1 825 Diffuseur : beIN Sports Max 8 Arbitrage : Mikaël Lesage |
| 15h30            | Tirs au but 2 - 4   |                      |                  | Stade Maurice-Rousson, Feurs Spectateurs : 1 825 Diffuseur : beIN Sports Max 8 Arbitrage : Mikaël Lesage | Stade Maurice-Rousson, Feurs Spectateurs : 1 825 Diffuseur : beIN Sports Max 8 Arbitrage : Mikaël Lesage |

| 21 décembre 2024 | USC Corte (N3)    | 1 - 1 3 - 5 t. a. b. | OGC Nice (L1) | | |
| 18h00            | Boussemart 11e    | (1 - 0)              | 60e Ndombele  | Stade Armand-Cesari, Furiani Spectateurs : 4 591 Diffuseur : beIN Sports Max 4 Arbitrage : Abdelatif Kherradji | Stade Armand-Cesari, Furiani Spectateurs : 4 591 Diffuseur : beIN Sports Max 4 Arbitrage : Abdelatif Kherradji |
| 18h00            | Rapport           |                      |               | Stade Armand-Cesari, Furiani Spectateurs : 4 591 Diffuseur : beIN Sports Max 4 Arbitrage : Abdelatif Kherradji | Stade Armand-Cesari, Furiani Spectateurs : 4 591 Diffuseur : beIN Sports Max 4 Arbitrage : Abdelatif Kherradji |
| 18h00            | Tirs au but 3 - 5 |                      |               | Stade Armand-Cesari, Furiani Spectateurs : 4 591 Diffuseur : beIN Sports Max 4 Arbitrage : Abdelatif Kherradji | Stade Armand-Cesari, Furiani Spectateurs : 4 591 Diffuseur : beIN Sports Max 4 Arbitrage : Abdelatif Kherradji |

| 21 décembre 2024 | Le Puy Foot 43 (N2)                               | 4 - 0   | Montpellier HSC (L1) | | |
| 18h00            | Zogba 43e · Pays 75e · Dieblod 79e · Mayela 90+1e | (1 - 0) |                      | Stade Charles Massot, Espaly-Saint-Marcel Spectateurs : 3 226 Diffuseur : beIN Sports Max 7 Arbitrage : Jérémie Pignard | Stade Charles Massot, Espaly-Saint-Marcel Spectateurs : 3 226 Diffuseur : beIN Sports Max 7 Arbitrage : Jérémie Pignard |
| 18h00            | Rapport                                           |         |                      | Stade Charles Massot, Espaly-Saint-Marcel Spectateurs : 3 226 Diffuseur : beIN Sports Max 7 Arbitrage : Jérémie Pignard | Stade Charles Massot, Espaly-Saint-Marcel Spectateurs : 3 226 Diffuseur : beIN Sports Max 7 Arbitrage : Jérémie Pignard |

| 22 décembre 2024 | AS Saint-Étienne (L1) | 0 - 4   | Olympique de Marseille (L1)                              | | |
| 14h45            |                       | (0 - 2) | 22e Greenwood · 34e Rabiot · 69e Henrique · 81e Højbjerg | Stade Geoffroy-Guichard, Saint-Étienne Spectateurs : 34 547 Diffuseur : beIN Sports 1, France 3, France 3 Auvergne et Provence-Alpes Arbitrage : Jérémy Stinat | Stade Geoffroy-Guichard, Saint-Étienne Spectateurs : 34 547 Diffuseur : beIN Sports 1, France 3, France 3 Auvergne et Provence-Alpes Arbitrage : Jérémy Stinat |
| 14h45            | Rapport               |         |                                                          | Stade Geoffroy-Guichard, Saint-Étienne Spectateurs : 34 547 Diffuseur : beIN Sports 1, France 3, France 3 Auvergne et Provence-Alpes Arbitrage : Jérémy Stinat | Stade Geoffroy-Guichard, Saint-Étienne Spectateurs : 34 547 Diffuseur : beIN Sports 1, France 3, France 3 Auvergne et Provence-Alpes Arbitrage : Jérémy Stinat |

| 22 décembre 2024 | L'Union Saint-Jean FC (R1) | 1 - 4   | AS Monaco (L1)                                               | | |
| 14h45            | Tournier 83e               | (0 - 2) | 20e Ben Seghir · 37e Vanderson · 65e Teze · 90+1e Ilenikhena | Stadium de Toulouse, Toulouse Spectateurs : 20 557 Diffuseur : beIN Sports 2, France 3 Midi-Pyrénées et France 3 Côte d'Azur Arbitrage : Olivier Thual | Stadium de Toulouse, Toulouse Spectateurs : 20 557 Diffuseur : beIN Sports 2, France 3 Midi-Pyrénées et France 3 Côte d'Azur Arbitrage : Olivier Thual |
| 14h45            | Rapport                    |         |                                                              | Stadium de Toulouse, Toulouse Spectateurs : 20 557 Diffuseur : beIN Sports 2, France 3 Midi-Pyrénées et France 3 Côte d'Azur Arbitrage : Olivier Thual | Stadium de Toulouse, Toulouse Spectateurs : 20 557 Diffuseur : beIN Sports 2, France 3 Midi-Pyrénées et France 3 Côte d'Azur Arbitrage : Olivier Thual |

| 22 décembre 2024 | FC Sochaux-Montbéliard (N1) | 0 - 0 5 - 3 t. a. b. | Clermont Foot 63 (L2) | | |
| 17h30            |                             | (0 - 0)              |                       | Stade Auguste-Bonal, Montbéliard Spectateurs : 10 660 Diffuseur : beIN Sports Max 7 Arbitrage : Willy Delajod | Stade Auguste-Bonal, Montbéliard Spectateurs : 10 660 Diffuseur : beIN Sports Max 7 Arbitrage : Willy Delajod |
| 17h30            | Rapport                     |                      |                       | Stade Auguste-Bonal, Montbéliard Spectateurs : 10 660 Diffuseur : beIN Sports Max 7 Arbitrage : Willy Delajod | Stade Auguste-Bonal, Montbéliard Spectateurs : 10 660 Diffuseur : beIN Sports Max 7 Arbitrage : Willy Delajod |
| 17h30            | Tirs au but 5 - 3           |                      |                       | Stade Auguste-Bonal, Montbéliard Spectateurs : 10 660 Diffuseur : beIN Sports Max 7 Arbitrage : Willy Delajod | Stade Auguste-Bonal, Montbéliard Spectateurs : 10 660 Diffuseur : beIN Sports Max 7 Arbitrage : Willy Delajod |

- Groupe B

| 20 décembre 2024 | ESTAC Troyes (L2)         | 3 - 0   | FC Metz (L2) | | |
| 20h45            | Ripart 27e 70e · Irié 70e | (1 - 0) |              | Stade de l'Aube, Troyes Spectateurs : 4 479 Diffuseur : beIN Sports Max 4 Arbitrage : Clément Turpin | Stade de l'Aube, Troyes Spectateurs : 4 479 Diffuseur : beIN Sports Max 4 Arbitrage : Clément Turpin |
| 20h45            | Rapport                   |         |              | Stade de l'Aube, Troyes Spectateurs : 4 479 Diffuseur : beIN Sports Max 4 Arbitrage : Clément Turpin | Stade de l'Aube, Troyes Spectateurs : 4 479 Diffuseur : beIN Sports Max 4 Arbitrage : Clément Turpin |

| 20 décembre 2024 | FCSR Haguenau (N2)                 | 4 - 1   | US Boulogne Côte d'Opale (N1) | | |
| 20h45            | Gouletquer 6e 67e · Lawson 21e 45e | (3 - 0) | 90+1e Dabo                    | Parc des Sports de Haguenau, Haguenau Spectateurs : 918 Diffuseur : beIN Sports Max 6 Arbitrage : Rémi Landry | Parc des Sports de Haguenau, Haguenau Spectateurs : 918 Diffuseur : beIN Sports Max 6 Arbitrage : Rémi Landry |
| 20h45            | Rapport                            |         |                               | Parc des Sports de Haguenau, Haguenau Spectateurs : 918 Diffuseur : beIN Sports Max 6 Arbitrage : Rémi Landry | Parc des Sports de Haguenau, Haguenau Spectateurs : 918 Diffuseur : beIN Sports Max 6 Arbitrage : Rémi Landry |

| 20 décembre 2024 | SC Bastia (L2)                                                       | 5 - 0   | RC Saint-Joseph (R1 Martinique) | | |
| 20h45            | Tramoni 24e · Rodrigues 25e · Guidi 30e · Boutrah 45+1e · Janneh 75e | (4 - 0) |                                 | Stade Armand-Cesari, Furiani Spectateurs : 2 038 Diffuseur : beIN Sports Max 9, Martinique La Première Arbitrage : Ahmed Taleb | Stade Armand-Cesari, Furiani Spectateurs : 2 038 Diffuseur : beIN Sports Max 9, Martinique La Première Arbitrage : Ahmed Taleb |
| 20h45            | Rapport                                                              |         |                                 | Stade Armand-Cesari, Furiani Spectateurs : 2 038 Diffuseur : beIN Sports Max 9, Martinique La Première Arbitrage : Ahmed Taleb | Stade Armand-Cesari, Furiani Spectateurs : 2 038 Diffuseur : beIN Sports Max 9, Martinique La Première Arbitrage : Ahmed Taleb |

| 20 décembre 2024 | FC Rouen 1899 (N1) | 0 - 1   | LOSC Lille (L1) | | |
| 21h00            |                    | (0 - 1) | 22e Ismaily     | Stade Robert-Diochon, Le Petit-Quevilly Spectateurs : 8 016 Diffuseur : beIN Sports 1 Arbitrage : Stéphanie Frappart | Stade Robert-Diochon, Le Petit-Quevilly Spectateurs : 8 016 Diffuseur : beIN Sports 1 Arbitrage : Stéphanie Frappart |
| 21h00            | Rapport            |         |                 | Stade Robert-Diochon, Le Petit-Quevilly Spectateurs : 8 016 Diffuseur : beIN Sports 1 Arbitrage : Stéphanie Frappart | Stade Robert-Diochon, Le Petit-Quevilly Spectateurs : 8 016 Diffuseur : beIN Sports 1 Arbitrage : Stéphanie Frappart |

| 21 décembre 2024 | Entente Feignies-Aulnoye (N2) | 1 - 2   | Olympique lyonnais (L1)       | | |
| 18h00            | Koubemba 90+4e                | (0 - 1) | 44e Benrahma · 88e Mikautadze | Stade du Hainaut, Valenciennes Spectateurs : 10 219 Diffuseur : beIN Sports 2 Arbitrage : Gaël Angoula | Stade du Hainaut, Valenciennes Spectateurs : 10 219 Diffuseur : beIN Sports 2 Arbitrage : Gaël Angoula |
| 18h00            | Rapport                       |         |                               | Stade du Hainaut, Valenciennes Spectateurs : 10 219 Diffuseur : beIN Sports 2 Arbitrage : Gaël Angoula | Stade du Hainaut, Valenciennes Spectateurs : 10 219 Diffuseur : beIN Sports 2 Arbitrage : Gaël Angoula |

| 21 décembre 2024 | ES Thaon (N3)                | 2 - 1   | Amiens SC (L2) | | |
| 18h00            | Petitpain 47e · Lecoanet 84e | (0 - 1) | 20e Urhoghide  | Stade de la Colombière, Épinal Spectateurs : 1 549 Diffuseur : beIN Sports Max 5 Arbitrage : Brendan Roffet | Stade de la Colombière, Épinal Spectateurs : 1 549 Diffuseur : beIN Sports Max 5 Arbitrage : Brendan Roffet |
| 18h00            | Rapport                      |         |                | Stade de la Colombière, Épinal Spectateurs : 1 549 Diffuseur : beIN Sports Max 5 Arbitrage : Brendan Roffet | Stade de la Colombière, Épinal Spectateurs : 1 549 Diffuseur : beIN Sports Max 5 Arbitrage : Brendan Roffet |

| 21 décembre 2024 | JA Drancy (N3) | 0 - 4   | FC Nantes (L1)                          | | |
| 18h00            |                | (0 - 2) | 21e 33e Abline · 63e Zézé · 82e Mohamed | Stade Bauer, Saint-Ouen-sur-Seine Spectateurs : 3 718 Diffuseur : beIN Sports Max 6 Arbitrage : Florent Batta | Stade Bauer, Saint-Ouen-sur-Seine Spectateurs : 3 718 Diffuseur : beIN Sports Max 6 Arbitrage : Florent Batta |
| 18h00            | Rapport        |         |                                         | Stade Bauer, Saint-Ouen-sur-Seine Spectateurs : 3 718 Diffuseur : beIN Sports Max 6 Arbitrage : Florent Batta | Stade Bauer, Saint-Ouen-sur-Seine Spectateurs : 3 718 Diffuseur : beIN Sports Max 6 Arbitrage : Florent Batta |

| 21 décembre 2024 | RC Calais (N3) | 0 - 3   | RC Strasbourg (L1)        |                                                                                                   |                                                                                                   |
| 21h00            |                | (0 - 0) | 57e Santos · 73e 89e Mara | Stade de l'Épopée, Calais Spectateurs : 9 426 Diffuseur : beIN Sports 1 Arbitrage : Mickaël Leleu | Stade de l'Épopée, Calais Spectateurs : 9 426 Diffuseur : beIN Sports 1 Arbitrage : Mickaël Leleu |
| 21h00            | Rapport        |         |                           | Stade de l'Épopée, Calais Spectateurs : 9 426 Diffuseur : beIN Sports 1 Arbitrage : Mickaël Leleu | Stade de l'Épopée, Calais Spectateurs : 9 426 Diffuseur : beIN Sports 1 Arbitrage : Mickaël Leleu |

| 22 décembre 2024 | Association Still-Mutzig (R1) | 1 - 3   | Stade de Reims (L1)                    | | |
| 14h45            | Schall 61e                    | (0 - 1) | 8e Moscardo · 65e Diakhon · 76e Sangui | Stadium, Molsheim Spectateurs : 2 315 Diffuseur : beIN Sports Max 5, France 3 Alsace et Champagne-Ardenne Arbitrage : Pierre Gaillouste | Stadium, Molsheim Spectateurs : 2 315 Diffuseur : beIN Sports Max 5, France 3 Alsace et Champagne-Ardenne Arbitrage : Pierre Gaillouste |
| 14h45            | Rapport                       |         |                                        | Stadium, Molsheim Spectateurs : 2 315 Diffuseur : beIN Sports Max 5, France 3 Alsace et Champagne-Ardenne Arbitrage : Pierre Gaillouste | Stadium, Molsheim Spectateurs : 2 315 Diffuseur : beIN Sports Max 5, France 3 Alsace et Champagne-Ardenne Arbitrage : Pierre Gaillouste |

| 22 décembre 2024 | AJ Auxerre (L1) | 0 - 1   | USL Dunkerque (L2) | | |
| 14h45            |                 | (0 - 1) | 26e Bardeli        | Stade de l'Abbé Deschamps, Auxerre Spectateurs : 8 189 Diffuseur : beIN Sports Max 6, France 3 Nord-Pas-de-Calais et Bourgogne Arbitrage : Romain Lissorgue | Stade de l'Abbé Deschamps, Auxerre Spectateurs : 8 189 Diffuseur : beIN Sports Max 6, France 3 Nord-Pas-de-Calais et Bourgogne Arbitrage : Romain Lissorgue |
| 14h45            | Rapport         |         |                    | Stade de l'Abbé Deschamps, Auxerre Spectateurs : 8 189 Diffuseur : beIN Sports Max 6, France 3 Nord-Pas-de-Calais et Bourgogne Arbitrage : Romain Lissorgue | Stade de l'Abbé Deschamps, Auxerre Spectateurs : 8 189 Diffuseur : beIN Sports Max 6, France 3 Nord-Pas-de-Calais et Bourgogne Arbitrage : Romain Lissorgue |

| 22 décembre 2024 | US Thionville Lusitanos (N2) | 2 - 2 4 - 5 t. a. b. | Valenciennes FC (N1) | | |
| 17h30            |                              | (2 - 2)              |                      | Stade de Guentrange, Thionville Spectateurs : 2 413 Diffuseur : beIN Sports Max 9 Arbitrage : Benjamin Lepaysant | Stade de Guentrange, Thionville Spectateurs : 2 413 Diffuseur : beIN Sports Max 9 Arbitrage : Benjamin Lepaysant |
| 17h30            | Rapport                      |                      |                      | Stade de Guentrange, Thionville Spectateurs : 2 413 Diffuseur : beIN Sports Max 9 Arbitrage : Benjamin Lepaysant | Stade de Guentrange, Thionville Spectateurs : 2 413 Diffuseur : beIN Sports Max 9 Arbitrage : Benjamin Lepaysant |
| 17h30            | Tirs au but 4 - 5            |                      |                      | Stade de Guentrange, Thionville Spectateurs : 2 413 Diffuseur : beIN Sports Max 9 Arbitrage : Benjamin Lepaysant | Stade de Guentrange, Thionville Spectateurs : 2 413 Diffuseur : beIN Sports Max 9 Arbitrage : Benjamin Lepaysant |

- Groupe C

| 20 décembre 2024 | SA Mérignac (R1)  | 0 - 0 3 - 4 t. a. b. | Stade lavallois (L2) | | |
| 20h45            |                   | (0 - 0)              |                      | Stade Robert Brettes, Mérignac Spectateurs : 3 227 Diffuseur : beIN Sports Max 8 Arbitrage : Karim Abed | Stade Robert Brettes, Mérignac Spectateurs : 3 227 Diffuseur : beIN Sports Max 8 Arbitrage : Karim Abed |
| 20h45            | Rapport           |                      |                      | Stade Robert Brettes, Mérignac Spectateurs : 3 227 Diffuseur : beIN Sports Max 8 Arbitrage : Karim Abed | Stade Robert Brettes, Mérignac Spectateurs : 3 227 Diffuseur : beIN Sports Max 8 Arbitrage : Karim Abed |
| 20h45            | Tirs au but 3 - 4 |                      |                      | Stade Robert Brettes, Mérignac Spectateurs : 3 227 Diffuseur : beIN Sports Max 8 Arbitrage : Karim Abed | Stade Robert Brettes, Mérignac Spectateurs : 3 227 Diffuseur : beIN Sports Max 8 Arbitrage : Karim Abed |

| 21 décembre 2024 | La Roche VF (N2) | 0 - 1   | Stade brestois 29 (L1) | | |
| 15h30            |                  | (0 - 1) | 40e Ajorque            | Stade Henri-Desgrange, La Roche-sur-Yon Spectateurs : 4 530 Diffuseur : beIN Sports 2 Arbitrage : Aurélien Petit | Stade Henri-Desgrange, La Roche-sur-Yon Spectateurs : 4 530 Diffuseur : beIN Sports 2 Arbitrage : Aurélien Petit |
| 15h30            | Rapport          |         |                        | Stade Henri-Desgrange, La Roche-sur-Yon Spectateurs : 4 530 Diffuseur : beIN Sports 2 Arbitrage : Aurélien Petit | Stade Henri-Desgrange, La Roche-sur-Yon Spectateurs : 4 530 Diffuseur : beIN Sports 2 Arbitrage : Aurélien Petit |

| 21 décembre 2024 | Stade briochin (N2) | 1 - 0   | Le Havre AC (L1) | | |
| 15h30            | Janno 80e           | (0 - 0) |                  | Stade Fred-Aubert, Saint-Brieuc Spectateurs : 4 025 Diffuseur : beIN Sports Max 4 Arbitrage : Guillaume Paradis | Stade Fred-Aubert, Saint-Brieuc Spectateurs : 4 025 Diffuseur : beIN Sports Max 4 Arbitrage : Guillaume Paradis |
| 15h30            | Rapport             |         |                  | Stade Fred-Aubert, Saint-Brieuc Spectateurs : 4 025 Diffuseur : beIN Sports Max 4 Arbitrage : Guillaume Paradis | Stade Fred-Aubert, Saint-Brieuc Spectateurs : 4 025 Diffuseur : beIN Sports Max 4 Arbitrage : Guillaume Paradis |

| 21 décembre 2024 | SU Dives-Cabourg (N3)      | 2 - 0   | Saint-Denis FC (R1 La Réunion) | | |
| 15h30            | Fontaine 59e · Bekombo 75e | (0 - 0) |                                | Stade André Heurtematte, Dives-sur-Mer Spectateurs : 1 731 Diffuseur : beIN Sports Max 5, Réunion La Première Arbitrage : Eddy Rosier | Stade André Heurtematte, Dives-sur-Mer Spectateurs : 1 731 Diffuseur : beIN Sports Max 5, Réunion La Première Arbitrage : Eddy Rosier |
| 15h30            | Rapport                    |         |                                | Stade André Heurtematte, Dives-sur-Mer Spectateurs : 1 731 Diffuseur : beIN Sports Max 5, Réunion La Première Arbitrage : Eddy Rosier | Stade André Heurtematte, Dives-sur-Mer Spectateurs : 1 731 Diffuseur : beIN Sports Max 5, Réunion La Première Arbitrage : Eddy Rosier |

| 21 décembre 2024 | Tours FC (R1) | 0 - 3 (tapis vert) | FC Lorient (L2) |                                                                 |                                                                 |
| 18h00            |               |                    |                 | Stade de la Vallée du Cher, Tours Diffuseur : beIN Sports Max 8 | Stade de la Vallée du Cher, Tours Diffuseur : beIN Sports Max 8 |
| 18h00            | Rapport       |                    |                 | Stade de la Vallée du Cher, Tours Diffuseur : beIN Sports Max 8 | Stade de la Vallée du Cher, Tours Diffuseur : beIN Sports Max 8 |

Le match n'a pas pu se disputer en raison d'un manque de sécurité. Le club recevant, Tours FC, est tenu responsable par la Commission fédérale de la Coupe de France et perd ce match par pénalité. Le FC Lorient se qualifie donc sur tapis vert.
| 22 décembre 2024 | FC Girondins de Bordeaux (N2) | 1 - 4   | Stade rennais FC (L1)                                    | | |
| 14h45            | Bahassa 18e                   | (1 - 1) | 29e Truffert · 59e James · 75e Assignon · 80e Kalimuendo | Matmut Atlantique, Bordeaux Spectateurs : 19 877 Diffuseur : beIN Sports Max 4, France 3 Aquitaine et Bretagne Arbitrage : Bastien Dechepy | Matmut Atlantique, Bordeaux Spectateurs : 19 877 Diffuseur : beIN Sports Max 4, France 3 Aquitaine et Bretagne Arbitrage : Bastien Dechepy |
| 14h45            | Rapport                       |         |                                                          | Matmut Atlantique, Bordeaux Spectateurs : 19 877 Diffuseur : beIN Sports Max 4, France 3 Aquitaine et Bretagne Arbitrage : Bastien Dechepy | Matmut Atlantique, Bordeaux Spectateurs : 19 877 Diffuseur : beIN Sports Max 4, France 3 Aquitaine et Bretagne Arbitrage : Bastien Dechepy |

| 22 décembre 2024 | EA Guingamp (L2) | 2 - 1   | SM Caen (L2) | | |
| 17h30            |                  | (0 - 0) |              | Stade de Roudourou, Guingamp Spectateurs : 7 350 Diffuseur : beIN Sports Max 5 Arbitrage : Jérôme Brisard | Stade de Roudourou, Guingamp Spectateurs : 7 350 Diffuseur : beIN Sports Max 5 Arbitrage : Jérôme Brisard |
| 17h30            | Rapport          |         |              | Stade de Roudourou, Guingamp Spectateurs : 7 350 Diffuseur : beIN Sports Max 5 Arbitrage : Jérôme Brisard | Stade de Roudourou, Guingamp Spectateurs : 7 350 Diffuseur : beIN Sports Max 5 Arbitrage : Jérôme Brisard |

| 22 décembre 2024 | FC 93 BBG (N2) | 0 - 1   | Angers SCO (L1) | | |
| 17h30            |                | (0 - 0) |                 | Stade Auguste Delaune, Bobigny Spectateurs : 1 506 Diffuseur : beIN Sports Max 6 Arbitrage : Mathieu Vernice | Stade Auguste Delaune, Bobigny Spectateurs : 1 506 Diffuseur : beIN Sports Max 6 Arbitrage : Mathieu Vernice |
| 17h30            | Rapport        |         |                 | Stade Auguste Delaune, Bobigny Spectateurs : 1 506 Diffuseur : beIN Sports Max 6 Arbitrage : Mathieu Vernice | Stade Auguste Delaune, Bobigny Spectateurs : 1 506 Diffuseur : beIN Sports Max 6 Arbitrage : Mathieu Vernice |

| 22 décembre 2024 | US Saint-Philbert-de-Grand-Lieu (N3) | 0 - 2   | Quevilly Rouen Métropole (N1) | | |
| 17h30            |                                      | (0 - 0) |                               | Stade Jean Léveillé, Challans Spectateurs : 2 361 Diffuseur : beIN Sports Max 8 Arbitrage : Azzedine Souifi | Stade Jean Léveillé, Challans Spectateurs : 2 361 Diffuseur : beIN Sports Max 8 Arbitrage : Azzedine Souifi |
| 17h30            | Rapport                              |         |                               | Stade Jean Léveillé, Challans Spectateurs : 2 361 Diffuseur : beIN Sports Max 8 Arbitrage : Azzedine Souifi | Stade Jean Léveillé, Challans Spectateurs : 2 361 Diffuseur : beIN Sports Max 8 Arbitrage : Azzedine Souifi |

| 22 décembre 2024 | FC Marmande 47 (R2) | 0 - 7   | Le Mans FC (N1) | | |
| 17h30            |                     | (0 - 4) |                 | Stade Georges-Dartiailh, Marmande Spectateurs : 2 467 Diffuseur : beIN Sports Max 10 Arbitrage : Alexandre Perreau-Niel | Stade Georges-Dartiailh, Marmande Spectateurs : 2 467 Diffuseur : beIN Sports Max 10 Arbitrage : Alexandre Perreau-Niel |
| 17h30            | Rapport             |         |                 | Stade Georges-Dartiailh, Marmande Spectateurs : 2 467 Diffuseur : beIN Sports Max 10 Arbitrage : Alexandre Perreau-Niel | Stade Georges-Dartiailh, Marmande Spectateurs : 2 467 Diffuseur : beIN Sports Max 10 Arbitrage : Alexandre Perreau-Niel |

| 22 décembre 2024 | RC Lens (L1)                                        | 1 - 1 3 - 4 t. a. b. | Paris Saint-Germain (L1)               | | |
| 21h00            | Nzola 66e                                           | (0 - 0)              | 70e G. Ramos                           | Stade Bollaert-Delelis, Lens Spectateurs : 38 180 Diffuseur : beIN Sports 1 Arbitrage : Thomas Léonard | Stade Bollaert-Delelis, Lens Spectateurs : 38 180 Diffuseur : beIN Sports 1 Arbitrage : Thomas Léonard |
| 21h00            | Rapport                                             |                      |                                        | Stade Bollaert-Delelis, Lens Spectateurs : 38 180 Diffuseur : beIN Sports 1 Arbitrage : Thomas Léonard | Stade Bollaert-Delelis, Lens Spectateurs : 38 180 Diffuseur : beIN Sports 1 Arbitrage : Thomas Léonard |
| 21h00            | Frankowski · Sotoca · El Aynaoui · Nzola · A. Diouf | Tirs au but 3 - 4    | Vitinha · G. Ramos · Dembélé · Barcola | Stade Bollaert-Delelis, Lens Spectateurs : 38 180 Diffuseur : beIN Sports 1 Arbitrage : Thomas Léonard | Stade Bollaert-Delelis, Lens Spectateurs : 38 180 Diffuseur : beIN Sports 1 Arbitrage : Thomas Léonard |

### Seizièmes de finale
Le tirage au sort est organisé le dimanche 22 décembre 2024 à 20h00. Il est diffusé sur la chaîne beIN Sports.

#### Rencontres
| 14 janvier 2025 | SC Bastia (L2) | 0 - 1   | OGC Nice (L1) | | |
| 20h45           |                | (0 - 0) | 62e M. Cho    | Stade Armand-Cesari, Furiani Spectateurs : 9 299 Diffuseur : beIN Sports Max 4 Arbitrage : Benoît Bastien | Stade Armand-Cesari, Furiani Spectateurs : 9 299 Diffuseur : beIN Sports Max 4 Arbitrage : Benoît Bastien |
| 20h45           | Rapport        |         |               | Stade Armand-Cesari, Furiani Spectateurs : 9 299 Diffuseur : beIN Sports Max 4 Arbitrage : Benoît Bastien | Stade Armand-Cesari, Furiani Spectateurs : 9 299 Diffuseur : beIN Sports Max 4 Arbitrage : Benoît Bastien |

| 14 janvier 2025 | SU Dives-Cabourg (N3) | 1 - 0   | Le Puy Foot 43 (N2) | | |
| 20h45           | F. Suzanne 66e        | (0 - 0) |                     | Stade André Heurtematte, Dives-sur-Mer Spectateurs : 1 732 Diffuseur : beIN Sports Max 8 Arbitrage : Aurélien Petit | Stade André Heurtematte, Dives-sur-Mer Spectateurs : 1 732 Diffuseur : beIN Sports Max 8 Arbitrage : Aurélien Petit |
| 20h45           | Rapport               |         |                     | Stade André Heurtematte, Dives-sur-Mer Spectateurs : 1 732 Diffuseur : beIN Sports Max 8 Arbitrage : Aurélien Petit | Stade André Heurtematte, Dives-sur-Mer Spectateurs : 1 732 Diffuseur : beIN Sports Max 8 Arbitrage : Aurélien Petit |

| 14 janvier 2025 | Le Mans FC (N1)                                     | 1 - 1 4 - 3 t. a. b. | Valenciennes FC (N1)                             | | |
| 20h45           | Vula 28e                                            | (1 - 0)              | 82e Oyewusi                                      | Stade Marie-Marvingt, Le Mans Spectateurs : 5 509 Diffuseur : beIN Sports Max 7 Arbitrage : Florent Batta | Stade Marie-Marvingt, Le Mans Spectateurs : 5 509 Diffuseur : beIN Sports Max 7 Arbitrage : Florent Batta |
| 20h45           | Rapport                                             |                      |                                                  | Stade Marie-Marvingt, Le Mans Spectateurs : 5 509 Diffuseur : beIN Sports Max 7 Arbitrage : Florent Batta | Stade Marie-Marvingt, Le Mans Spectateurs : 5 509 Diffuseur : beIN Sports Max 7 Arbitrage : Florent Batta |
| 20h45           | Mouen · Rabillard · D. Gueye · V. Burlet · B. Oggad | Tirs au but 4 - 3    | Camblan · Oyewusi · Lilepo · S. Sissoko · Buades | Stade Marie-Marvingt, Le Mans Spectateurs : 5 509 Diffuseur : beIN Sports Max 7 Arbitrage : Florent Batta | Stade Marie-Marvingt, Le Mans Spectateurs : 5 509 Diffuseur : beIN Sports Max 7 Arbitrage : Florent Batta |

| 14 janvier 2025 | EA Guingamp (L2)                                                                                      | 2 - 2 9 - 8 t. a. b. | FC Sochaux-Montbéliard (N1) | | |
| 20h45           | Riou 38e · Guendouz 59e                                                                               | (1 - 2)              | 12e Fontaine · 45+1e Gnanduillet                                                                                                | Stade de Roudourou, Guingamp Spectateurs : 3 951 Diffuseur : beIN Sports Max 6 Arbitrage : Pierre Gaillouste | Stade de Roudourou, Guingamp Spectateurs : 3 951 Diffuseur : beIN Sports Max 6 Arbitrage : Pierre Gaillouste |
| 20h45           | Rapport                                                                                               |                      | | Stade de Roudourou, Guingamp Spectateurs : 3 951 Diffuseur : beIN Sports Max 6 Arbitrage : Pierre Gaillouste | Stade de Roudourou, Guingamp Spectateurs : 3 951 Diffuseur : beIN Sports Max 6 Arbitrage : Pierre Gaillouste |
| 20h45           | Louiserre · Siwe · Hemia · Sidibé · Riou · Lemonnier · Maronnier · Naïr · Mendes · Niasse · Louiserre | Tirs au but 9 - 8    | D. Michel · Fontaine · Dacosta · V. Joseph · Mayela · Mukanya · H. Bayanginisa · S. Loubao · N. Mouyema · Patouillet · Fontaine | Stade de Roudourou, Guingamp Spectateurs : 3 951 Diffuseur : beIN Sports Max 6 Arbitrage : Pierre Gaillouste | Stade de Roudourou, Guingamp Spectateurs : 3 951 Diffuseur : beIN Sports Max 6 Arbitrage : Pierre Gaillouste |

| 14 janvier 2025 | Stade de Reims (L1)                       | 1 - 1 3 - 1 t. a. b. | AS Monaco (L1)                       | | |
| 20h45           | Kipré 45e                                 | (1 - 0)              | 70e Salisu                           | Stade Auguste-Delaune, Reims Spectateurs : 10 665 Diffuseur : beIN Sports 3 Arbitrage : Gaël Angoula | Stade Auguste-Delaune, Reims Spectateurs : 10 665 Diffuseur : beIN Sports 3 Arbitrage : Gaël Angoula |
| 20h45           | Rapport                                   |                      |                                      | Stade Auguste-Delaune, Reims Spectateurs : 10 665 Diffuseur : beIN Sports 3 Arbitrage : Gaël Angoula | Stade Auguste-Delaune, Reims Spectateurs : 10 665 Diffuseur : beIN Sports 3 Arbitrage : Gaël Angoula |
| 20h45           | Nakamura · Salama · Kipré · Oumar Diakité | Tirs au but 3 - 1    | Henrique · Biereth · Camara · Embolo | Stade Auguste-Delaune, Reims Spectateurs : 10 665 Diffuseur : beIN Sports 3 Arbitrage : Gaël Angoula | Stade Auguste-Delaune, Reims Spectateurs : 10 665 Diffuseur : beIN Sports 3 Arbitrage : Gaël Angoula |

| 14 janvier 2025 | Olympique de Marseille (L1)                    | 1 - 1 3 - 4 t. a. b. | LOSC Lille (L1)                       | | |
| 21h10           | Henrique 90+6e                                 | (0 - 0)              | 69e Haraldsson                        | Stade Vélodrome, Marseille Spectateurs : 61 954 Diffuseur : beIN Sports 1, France 2 Arbitrage : Clément Turpin | Stade Vélodrome, Marseille Spectateurs : 61 954 Diffuseur : beIN Sports 1, France 2 Arbitrage : Clément Turpin |
| 21h10           | Rapport                                        |                      |                                       | Stade Vélodrome, Marseille Spectateurs : 61 954 Diffuseur : beIN Sports 1, France 2 Arbitrage : Clément Turpin | Stade Vélodrome, Marseille Spectateurs : 61 954 Diffuseur : beIN Sports 1, France 2 Arbitrage : Clément Turpin |
| 21h10           | Greenwood · Henrique · Balerdi · Rabiot · Rowe | Tirs au but 3 - 4    | Bakker · Ismaily · Gomes · Alexsandro | Stade Vélodrome, Marseille Spectateurs : 61 954 Diffuseur : beIN Sports 1, France 2 Arbitrage : Clément Turpin | Stade Vélodrome, Marseille Spectateurs : 61 954 Diffuseur : beIN Sports 1, France 2 Arbitrage : Clément Turpin |

| 15 janvier 2025 | FC Bourgoin-Jallieu (N3)                               | 2 - 2 4 - 2 t. a. b. | Olympique lyonnais (L1)                 | | |
| 18h00           | M. Moujetzky 20e 69e                                   | (1 - 1)              | 45e Matić · 64e Mikautadze              | Stade Pierre-Rajon, Bourgoin-Jallieu Spectateurs : 6 359 Diffuseur : beIN Sports 1 Arbitrage : Mikaël Lesage | Stade Pierre-Rajon, Bourgoin-Jallieu Spectateurs : 6 359 Diffuseur : beIN Sports 1 Arbitrage : Mikaël Lesage |
| 18h00           | Rapport                                                |                      |                                         | Stade Pierre-Rajon, Bourgoin-Jallieu Spectateurs : 6 359 Diffuseur : beIN Sports 1 Arbitrage : Mikaël Lesage | Stade Pierre-Rajon, Bourgoin-Jallieu Spectateurs : 6 359 Diffuseur : beIN Sports 1 Arbitrage : Mikaël Lesage |
| 18h00           | Bozkurt · E. Norde · W. Mendy · M. Moujetzky · S. Atik | Tirs au but 4 - 2    | Lacazette · Tolisso · Niakhaté · Nuamah | Stade Pierre-Rajon, Bourgoin-Jallieu Spectateurs : 6 359 Diffuseur : beIN Sports 1 Arbitrage : Mikaël Lesage | Stade Pierre-Rajon, Bourgoin-Jallieu Spectateurs : 6 359 Diffuseur : beIN Sports 1 Arbitrage : Mikaël Lesage |

| 15 janvier 2025 | Toulouse FC (L1)               | 2 - 1   | Stade lavallois (L2) | | |
| 18h30           | Genreau 19e · C. Cresswell 24e | (2 - 0) | 85e Adilèhou         | Stadium de Toulouse, Toulouse Spectateurs : 17 921 Diffuseur : beIN Sports Max 6 Arbitrage : Mathieu Vernice | Stadium de Toulouse, Toulouse Spectateurs : 17 921 Diffuseur : beIN Sports Max 6 Arbitrage : Mathieu Vernice |
| 18h30           | Rapport                        |         |                      | Stadium de Toulouse, Toulouse Spectateurs : 17 921 Diffuseur : beIN Sports Max 6 Arbitrage : Mathieu Vernice | Stadium de Toulouse, Toulouse Spectateurs : 17 921 Diffuseur : beIN Sports Max 6 Arbitrage : Mathieu Vernice |

| 15 janvier 2025 | Quevilly Rouen Métropole (N1) | 2 - 3   | Angers SCO (L1)                                   | | |
| 18h30           | Dali-Amar 29e 90+4e           | (1 - 2) | 3e E. Lepaul · 6e (pen.) B. Dieng · 52e Allevinah | Stade Robert-Diochon, Le Petit-Quevilly Spectateurs : 3 771 Diffuseur : beIN Sports Max 5 Arbitrage : Hakim Ben El Hadj | Stade Robert-Diochon, Le Petit-Quevilly Spectateurs : 3 771 Diffuseur : beIN Sports Max 5 Arbitrage : Hakim Ben El Hadj |
| 18h30           | Rapport                       |         |                                                   | Stade Robert-Diochon, Le Petit-Quevilly Spectateurs : 3 771 Diffuseur : beIN Sports Max 5 Arbitrage : Hakim Ben El Hadj | Stade Robert-Diochon, Le Petit-Quevilly Spectateurs : 3 771 Diffuseur : beIN Sports Max 5 Arbitrage : Hakim Ben El Hadj |

| 15 janvier 2025 | ESTAC Troyes (L2) | 1 - 0   | Stade rennais FC (L1) | | |
| 18h30           | Saïd 56e          | (0 - 0) |                       | Stade de l'Aube, Troyes Spectateurs : 4 690 Diffuseur : beIN Sports Max 4 Arbitrage : Romain Lissorgue | Stade de l'Aube, Troyes Spectateurs : 4 690 Diffuseur : beIN Sports Max 4 Arbitrage : Romain Lissorgue |
| 18h30           | Rapport           |         |                       | Stade de l'Aube, Troyes Spectateurs : 4 690 Diffuseur : beIN Sports Max 4 Arbitrage : Romain Lissorgue | Stade de l'Aube, Troyes Spectateurs : 4 690 Diffuseur : beIN Sports Max 4 Arbitrage : Romain Lissorgue |

| 15 janvier 2025 | Stade briochin (N2) | 1 - 1 4 - 3 t. a. b. | FC Annecy (L2)  | | |
| 18h30           | Konan 55e (pen.)    | (0 - 1)              | 9e Tiendrébéogo | Stade Fred-Aubert, Saint-Brieuc Spectateurs : 4 591 Diffuseur : beIN Sports Max 9 Arbitrage : Faouzi Benchabane | Stade Fred-Aubert, Saint-Brieuc Spectateurs : 4 591 Diffuseur : beIN Sports Max 9 Arbitrage : Faouzi Benchabane |
| 18h30           | Rapport             |                      |                 | Stade Fred-Aubert, Saint-Brieuc Spectateurs : 4 591 Diffuseur : beIN Sports Max 9 Arbitrage : Faouzi Benchabane | Stade Fred-Aubert, Saint-Brieuc Spectateurs : 4 591 Diffuseur : beIN Sports Max 9 Arbitrage : Faouzi Benchabane |
| 18h30           | Tirs au but 4 - 3   |                      |                 | Stade Fred-Aubert, Saint-Brieuc Spectateurs : 4 591 Diffuseur : beIN Sports Max 9 Arbitrage : Faouzi Benchabane | Stade Fred-Aubert, Saint-Brieuc Spectateurs : 4 591 Diffuseur : beIN Sports Max 9 Arbitrage : Faouzi Benchabane |

| 15 janvier 2025 | AS Cannes (N2) | 2 - 1   | FC Lorient (L2) | | |
| 18h30           | Abbas 12e 21e  | (2 - 1) | 35e Le Bris     | Stade Pierre-de-Coubertin, Cannes Spectateurs : 4 521 Diffuseur : beIN Sports Max 8 Arbitrage : Olivier Thual | Stade Pierre-de-Coubertin, Cannes Spectateurs : 4 521 Diffuseur : beIN Sports Max 8 Arbitrage : Olivier Thual |
| 18h30           | Rapport        |         |                 | Stade Pierre-de-Coubertin, Cannes Spectateurs : 4 521 Diffuseur : beIN Sports Max 8 Arbitrage : Olivier Thual | Stade Pierre-de-Coubertin, Cannes Spectateurs : 4 521 Diffuseur : beIN Sports Max 8 Arbitrage : Olivier Thual |

| 15 janvier 2025 | Stade brestois 29 (L1)    | 2 - 1   | FC Nantes (L1) | | |
| 18h30           | Sima 24e · Chardonnet 34e | (2 - 0) | 83e Guirassy   | Stade Francis-Le Blé, Brest Spectateurs : 11 581 Diffuseur : beIN Sports 3 Arbitrage : Abdelatif Kherradji | Stade Francis-Le Blé, Brest Spectateurs : 11 581 Diffuseur : beIN Sports 3 Arbitrage : Abdelatif Kherradji |
| 18h30           | Rapport                   |         |                | Stade Francis-Le Blé, Brest Spectateurs : 11 581 Diffuseur : beIN Sports 3 Arbitrage : Abdelatif Kherradji | Stade Francis-Le Blé, Brest Spectateurs : 11 581 Diffuseur : beIN Sports 3 Arbitrage : Abdelatif Kherradji |

| 15 janvier 2025 | ES Thaon (N3)                 | 2 - 2 3 - 5 t. a. b. | RC Strasbourg (L1) | | |
| 18h30           | C. Villa 32e · A. Leroy 45+2e | (2 - 2)              | 20e 26e R. Messi   | Stade de la Colombière, Épinal Spectateurs : 3 153 Diffuseur : beIN Sports Max 7 Arbitrage : Benoît Millot | Stade de la Colombière, Épinal Spectateurs : 3 153 Diffuseur : beIN Sports Max 7 Arbitrage : Benoît Millot |
| 18h30           | Rapport                       |                      |                    | Stade de la Colombière, Épinal Spectateurs : 3 153 Diffuseur : beIN Sports Max 7 Arbitrage : Benoît Millot | Stade de la Colombière, Épinal Spectateurs : 3 153 Diffuseur : beIN Sports Max 7 Arbitrage : Benoît Millot |
| 18h30           | Tirs au but 3 - 5             |                      |                    | Stade de la Colombière, Épinal Spectateurs : 3 153 Diffuseur : beIN Sports Max 7 Arbitrage : Benoît Millot | Stade de la Colombière, Épinal Spectateurs : 3 153 Diffuseur : beIN Sports Max 7 Arbitrage : Benoît Millot |

| 15 janvier 2025 | FC Espaly (N3)               | 2 - 4   | Paris Saint-Germain (L1)                                         | | |
| 21h00           | K. Gjeci 3e · M. Fournel 71e | (1 - 1) | 37e Zaïre-Emery · 67e Doué · 88e Barcola · 90+2e (pen.) G. Ramos | Stade Marcel-Michelin, Clermont-Ferrand Spectateurs : 12 939 Diffuseur : beIN Sports 1 Arbitrage : Marc Bollengier | Stade Marcel-Michelin, Clermont-Ferrand Spectateurs : 12 939 Diffuseur : beIN Sports 1 Arbitrage : Marc Bollengier |
| 21h00           | Rapport                      |         |                                                                  | Stade Marcel-Michelin, Clermont-Ferrand Spectateurs : 12 939 Diffuseur : beIN Sports 1 Arbitrage : Marc Bollengier | Stade Marcel-Michelin, Clermont-Ferrand Spectateurs : 12 939 Diffuseur : beIN Sports 1 Arbitrage : Marc Bollengier |

| 22 janvier 2025 | FCSR Haguenau (N2) | 1 - 3   | USL Dunkerque (L2)                      | | |
| 17h00           | R. Metzger 39e     | (1 - 0) | 75e Courtet · 82e Skyttä · 90+6e Bammou | Parc des Sports de Haguenau, Haguenau Spectateurs : 1 753 Diffuseur : beIN Sports 2 Arbitrage : Thierry Bouille | Parc des Sports de Haguenau, Haguenau Spectateurs : 1 753 Diffuseur : beIN Sports 2 Arbitrage : Thierry Bouille |
| 17h00           | Rapport            |         |                                         | Parc des Sports de Haguenau, Haguenau Spectateurs : 1 753 Diffuseur : beIN Sports 2 Arbitrage : Thierry Bouille | Parc des Sports de Haguenau, Haguenau Spectateurs : 1 753 Diffuseur : beIN Sports 2 Arbitrage : Thierry Bouille |

### Huitièmes de finale
Le tirage au sort est organisé le jeudi 16 janvier 2025 à 20h00 diffusé sur la chaîne beIN Sports 1.

#### Rencontres
| 4 février 2025 | LOSC Lille (L1)                                                      | 1 - 1 4 - 5 t. a. b. | USL Dunkerque (L2)                                                     | | |
| 19h00          | Gomes 85e                                                            | (0 - 0)              | 90+6e Tejan                                                            | Stade Pierre-Mauroy, Villeneuve-d'Ascq Spectateurs : 33 715 Diffuseur : beIN Sports 2 Arbitrage : Benoît Millot | Stade Pierre-Mauroy, Villeneuve-d'Ascq Spectateurs : 33 715 Diffuseur : beIN Sports 2 Arbitrage : Benoît Millot |
| 19h00          | Rapport                                                              |                      |                                                                        | Stade Pierre-Mauroy, Villeneuve-d'Ascq Spectateurs : 33 715 Diffuseur : beIN Sports 2 Arbitrage : Benoît Millot | Stade Pierre-Mauroy, Villeneuve-d'Ascq Spectateurs : 33 715 Diffuseur : beIN Sports 2 Arbitrage : Benoît Millot |
| 19h00          | E. Mbappé · Bakker · Gomes · Alexsandro · Haraldsson · Akpom · André | Tirs au but 4 - 5    | Courtet · Bardeli · Sanganté · Georgen · Sekongo · Senneville · Jaouen | Stade Pierre-Mauroy, Villeneuve-d'Ascq Spectateurs : 33 715 Diffuseur : beIN Sports 2 Arbitrage : Benoît Millot | Stade Pierre-Mauroy, Villeneuve-d'Ascq Spectateurs : 33 715 Diffuseur : beIN Sports 2 Arbitrage : Benoît Millot |

| 4 février 2025 | ESTAC Troyes (L2)  | 1 - 2   | Stade brestois 29 (L1) |                                                                                                 |                                                                                                 |
| 19h00          | Magnetti 55e (csc) | (0 - 0) | 49e Salah · 90+2e Sima | Stade de l'Aube, Troyes Spectateurs : 5 824 Diffuseur : beIN Sports 3 Arbitrage : Jérémy Stinat | Stade de l'Aube, Troyes Spectateurs : 5 824 Diffuseur : beIN Sports 3 Arbitrage : Jérémy Stinat |
| 19h00          | Rapport            |         |                        | Stade de l'Aube, Troyes Spectateurs : 5 824 Diffuseur : beIN Sports 3 Arbitrage : Jérémy Stinat | Stade de l'Aube, Troyes Spectateurs : 5 824 Diffuseur : beIN Sports 3 Arbitrage : Jérémy Stinat |

| 4 février 2025 | Le Mans FC (N1) | 0 - 2   | Paris Saint-Germain (L1) | | |
| 21h10          |                 | (0 - 1) | 25e Doué · 71e Barcola   | Stade Marie-Marvingt, Le Mans Spectateurs : 24 254 Diffuseur : France 2, beIN Sports 1 Arbitrage : Abdelatif Kherradji | Stade Marie-Marvingt, Le Mans Spectateurs : 24 254 Diffuseur : France 2, beIN Sports 1 Arbitrage : Abdelatif Kherradji |
| 21h10          | Rapport         |         |                          | Stade Marie-Marvingt, Le Mans Spectateurs : 24 254 Diffuseur : France 2, beIN Sports 1 Arbitrage : Abdelatif Kherradji | Stade Marie-Marvingt, Le Mans Spectateurs : 24 254 Diffuseur : France 2, beIN Sports 1 Arbitrage : Abdelatif Kherradji |

| 5 février 2025 | RC Strasbourg (L1) | 1 - 3   | Angers SCO (L1)               | | |
| 20h45          | Lemaréchal 13e     | (1 - 2) | 2e 15e Lepaul · 76e El Melali | Stade de la Meinau, Strasbourg Spectateurs : 15 043 Diffuseur : beIN Sports 2 Arbitrage : Eric Wattellier | Stade de la Meinau, Strasbourg Spectateurs : 15 043 Diffuseur : beIN Sports 2 Arbitrage : Eric Wattellier |
| 20h45          | Rapport            |         |                               | Stade de la Meinau, Strasbourg Spectateurs : 15 043 Diffuseur : beIN Sports 2 Arbitrage : Eric Wattellier | Stade de la Meinau, Strasbourg Spectateurs : 15 043 Diffuseur : beIN Sports 2 Arbitrage : Eric Wattellier |

| 5 février 2025 | Toulouse FC (L1) | 0 - 2   | EA Guingamp (L2)       | | |
| 20h45          |                  | (0 - 0) | Sidibé 52e · Ahile 89e | Stadium de Toulouse, Toulouse Spectateurs : 15 005 Diffuseur : beIN Sports Max 4 Arbitrage : Marc Bollengier | Stadium de Toulouse, Toulouse Spectateurs : 15 005 Diffuseur : beIN Sports Max 4 Arbitrage : Marc Bollengier |
| 20h45          | Rapport          |         |                        | Stadium de Toulouse, Toulouse Spectateurs : 15 005 Diffuseur : beIN Sports Max 4 Arbitrage : Marc Bollengier | Stadium de Toulouse, Toulouse Spectateurs : 15 005 Diffuseur : beIN Sports Max 4 Arbitrage : Marc Bollengier |

| 5 février 2025 | Stade briochin (N2) | 2 - 1   | OGC Nice (L1) | | |
| 20h45          | Boudin 88e 90+7e    | (0 - 0) | Louchet 55e   | Stade Fred-Aubert, Saint-Brieuc Spectateurs : 4 685 Diffuseur : beIN Sports Max 5 Arbitrage : Hakim Ben El Hadj | Stade Fred-Aubert, Saint-Brieuc Spectateurs : 4 685 Diffuseur : beIN Sports Max 5 Arbitrage : Hakim Ben El Hadj |
| 20h45          | Rapport             |         |               | Stade Fred-Aubert, Saint-Brieuc Spectateurs : 4 685 Diffuseur : beIN Sports Max 5 Arbitrage : Hakim Ben El Hadj | Stade Fred-Aubert, Saint-Brieuc Spectateurs : 4 685 Diffuseur : beIN Sports Max 5 Arbitrage : Hakim Ben El Hadj |

| 5 février 2025 | AS Cannes (N2)                                                     | 5 - 3   | SU Dives-Cabourg (N3)                     | | |
| 20h45          | Domingues 9e 12e · Abbas 45+2e · Mambu 69e · Gonçalves Pereira 87e | (3 - 1) | 25e Thoris · 53e Fontaine · 90+4e Bekombo | Stade Pierre-de-Coubertin, Cannes Spectateurs : 6 194 Diffuseur : beIN Sports Max 6 Arbitrage : Gaël Angoula | Stade Pierre-de-Coubertin, Cannes Spectateurs : 6 194 Diffuseur : beIN Sports Max 6 Arbitrage : Gaël Angoula |
| 20h45          | Rapport                                                            |         |                                           | Stade Pierre-de-Coubertin, Cannes Spectateurs : 6 194 Diffuseur : beIN Sports Max 6 Arbitrage : Gaël Angoula | Stade Pierre-de-Coubertin, Cannes Spectateurs : 6 194 Diffuseur : beIN Sports Max 6 Arbitrage : Gaël Angoula |

| 6 février 2025 | FC Bourgoin-Jallieu (N3)                     | 0 - 0 2 - 3 t. a. b. | Stade de Reims (L1)                    | | |
| 21h00          |                                              | (0 - 0)              |                                        | Stade Pierre-Rajon, Bourgoin-Jallieu Spectateurs : 6 348 Diffuseur : beIN Sports 1 Arbitrage : Olivier Thual | Stade Pierre-Rajon, Bourgoin-Jallieu Spectateurs : 6 348 Diffuseur : beIN Sports 1 Arbitrage : Olivier Thual |
| 21h00          | Rapport                                      |                      |                                        | Stade Pierre-Rajon, Bourgoin-Jallieu Spectateurs : 6 348 Diffuseur : beIN Sports 1 Arbitrage : Olivier Thual | Stade Pierre-Rajon, Bourgoin-Jallieu Spectateurs : 6 348 Diffuseur : beIN Sports 1 Arbitrage : Olivier Thual |
| 21h00          | Bozkurt · W. Mendy · Norde · Ben Amar · Atik | Tirs au but 2 - 3    | Diakité · Buta · Sangui · Ito · Akieme | Stade Pierre-Rajon, Bourgoin-Jallieu Spectateurs : 6 348 Diffuseur : beIN Sports 1 Arbitrage : Olivier Thual | Stade Pierre-Rajon, Bourgoin-Jallieu Spectateurs : 6 348 Diffuseur : beIN Sports 1 Arbitrage : Olivier Thual |

### Quarts de finale

#### Rencontres
| 25 février 2025 | Angers SCO (L1)                   | 1 - 1             | Stade de Reims (L1)                          | Stade Raymond-Kopa, Angers                                                 |                                                                            |
| 21h00           | Dieng 90+5e                       | (0 - 0)           | 79e Nakamura                                 | Spectateurs : 12 933 Diffuseur : beIN Sports 1 Arbitrage : Mathieu Vernice | Spectateurs : 12 933 Diffuseur : beIN Sports 1 Arbitrage : Mathieu Vernice |
| 21h00           | Rapport                           |                   |                                              | Spectateurs : 12 933 Diffuseur : beIN Sports 1 Arbitrage : Mathieu Vernice | Spectateurs : 12 933 Diffuseur : beIN Sports 1 Arbitrage : Mathieu Vernice |
| 21h00           | Dieng · Niane · Ferhat · Raolisoa | Tirs au but 3 - 5 | Nakamura · Moscardo · Sangui · Ito · Diakité | Spectateurs : 12 933 Diffuseur : beIN Sports 1 Arbitrage : Mathieu Vernice | Spectateurs : 12 933 Diffuseur : beIN Sports 1 Arbitrage : Mathieu Vernice |

| 25 février 2025 | AS Cannes (N2)                            | 3 - 1   | EA Guingamp (L2) | Stade Pierre-de-Coubertin, Cannes                                          |                                                                            |
| 21h00           | Abbas 23e · Gonçalves 30e · Domingues 69e | (2 - 0) | 46e Siwe         | Spectateurs : 7 745 Diffuseur : beIN Sports 1 Arbitrage : Romain Lissorgue | Spectateurs : 7 745 Diffuseur : beIN Sports 1 Arbitrage : Romain Lissorgue |
| 21h00           | Rapport                                   |         |                  | Spectateurs : 7 745 Diffuseur : beIN Sports 1 Arbitrage : Romain Lissorgue | Spectateurs : 7 745 Diffuseur : beIN Sports 1 Arbitrage : Romain Lissorgue |

| 26 février 2025 | Stade brestois 29 (L1)                | 2 - 3   | USL Dunkerque (L2)           | Stade Francis-Le Blé, Brest                                              |                                                                          |
| 19h00           | Pereira-Lage 45e · Youssouf 59e (csc) | (1 - 0) | 65e Sasso · 80e 84e Sanganté | Spectateurs : 14 806 Diffuseur : beIN Sports 2 Arbitrage : Willy Delajod | Spectateurs : 14 806 Diffuseur : beIN Sports 2 Arbitrage : Willy Delajod |
| 19h00           | Rapport                               |         |                              | Spectateurs : 14 806 Diffuseur : beIN Sports 2 Arbitrage : Willy Delajod | Spectateurs : 14 806 Diffuseur : beIN Sports 2 Arbitrage : Willy Delajod |

| 26 février 2025 | Stade briochin (N2) | 0 - 7   | Paris Saint-Germain (L1)                                                          | Roazhon Park, Rennes                                                                |                                                                                     |
| 21h10           |                     | (0 - 2) | 16e João Neves · 36e 49e (pen.) 58e Ramos · 55e Doué · 66e Mayulu · 85e Dembélé · | Spectateurs : 25 915 Diffuseur : France 3, beIN Sports 1 Arbitrage : Thomas Léonard | Spectateurs : 25 915 Diffuseur : France 3, beIN Sports 1 Arbitrage : Thomas Léonard |
| 21h10           | Rapport             |         |                                                                                   | Spectateurs : 25 915 Diffuseur : France 3, beIN Sports 1 Arbitrage : Thomas Léonard | Spectateurs : 25 915 Diffuseur : France 3, beIN Sports 1 Arbitrage : Thomas Léonard |

### Demi-finales

#### Rencontres
| 1 avril 2025 | USL Dunkerque (L2)     | 2 - 4   | Paris Saint-Germain (L1)                                | | |
| 21h10        | Sasso 7e · Al-Saad 27e | (2 - 1) | 45e Dembélé · 48e Marquinhos · 62e Doué · 90+3e Dembélé | Stade Pierre-Mauroy, Villeneuve-d'Ascq Spectateurs : 45 419 Diffuseur : France 2, beIN Sports 1 Arbitrage : Jérôme Brisard | Stade Pierre-Mauroy, Villeneuve-d'Ascq Spectateurs : 45 419 Diffuseur : France 2, beIN Sports 1 Arbitrage : Jérôme Brisard |
| 21h10        |                        | Rapport | 81e Beraldo                                             | Stade Pierre-Mauroy, Villeneuve-d'Ascq Spectateurs : 45 419 Diffuseur : France 2, beIN Sports 1 Arbitrage : Jérôme Brisard | Stade Pierre-Mauroy, Villeneuve-d'Ascq Spectateurs : 45 419 Diffuseur : France 2, beIN Sports 1 Arbitrage : Jérôme Brisard |

| 2 avril 2025 | AS Cannes (N2) | 1 - 2   | Stade de Reims (L1)     | | |
| 21h00        | Ndoye 52e      | (0 - 1) | 14e Ibrahim · 58e Teuma | Stade Pierre-de-Coubertin, Cannes Spectateurs : 7 314 Diffuseur : beIN Sports 1 Arbitrage : Eric Wattellier | Stade Pierre-de-Coubertin, Cannes Spectateurs : 7 314 Diffuseur : beIN Sports 1 Arbitrage : Eric Wattellier |
| 21h00        | Rapport        |         |                         | Stade Pierre-de-Coubertin, Cannes Spectateurs : 7 314 Diffuseur : beIN Sports 1 Arbitrage : Eric Wattellier | Stade Pierre-de-Coubertin, Cannes Spectateurs : 7 314 Diffuseur : beIN Sports 1 Arbitrage : Eric Wattellier |

### Finale
| Paris Saint-Germain · |                       |  |
| Titulaires :          |                       |  |
|                       |                       |  |
| 39                    | Matveï Safonov        |  |
| 5                     | Marquinhos            |  |
| 51                    | Willian Pacho         |  |
| 25                    | Nuno Mendes           |  |
| 2                     | Achraf Hakimi         |  |
| 17                    | Vitinha               |  |
| 8                     | Fabian Ruiz           |  |
| 87                    | Joao Neves            |  |
| 7                     | Khvicha Kvaratskhelia |  |
| 10                    | Ousmane Dembele       |  |
| 29                    | Bradley Barcola       |  |
|                       |                       |  |
| Remplaçants :         |                       |  |
| 1                     | Gianluigi Donnarumma  |  |
| 35                    | Lucas Beraldo         |  |
| 21                    | Lucas Hernandez       |  |
| 33                    | Warren Zaïre-Emery    |  |
| 24                    | Senny Mayulu          |  |
| 19                    | Kang-in Lee           |  |
| 49                    | Ibrahim Mbaye         |  |
| 9                     | Gonçalo Ramos         |  |
| 14                    | Désiré Doué           |  |
|                       |                       |  |
| Entraîneur :          |                       |  |
| Luis Enrique          |                       |  |

| Stade de Reims · |                   |  |
| Titulaires :     |                   |  |
|                  |                   |  |
| 94               | Yehvann Diouf     |  |
| 3                | Hiroki Sekine     |  |
| 2                | Joseph Okumu      |  |
| 21               | Cédric Kipré      |  |
| 18               | Sergio Akieme     |  |
| 24               | Mory Gbane        |  |
| 6                | Valentin Atangana |  |
| 72               | Amadou Kone       |  |
| 17               | Keito Nakamura    |  |
| 7                | Junya Ito         |  |
| 12               | Jordan Siebatcheu |  |
|                  |                   |  |
| Remplaçants :    |                   |  |
| 20               | Alexandre Olliero |  |
| 67               | Mamadou Diakhon   |  |
| 30               | John Patrick      |  |
| 31               | Malcolm Jeng      |  |
| 23               | Aurélio Buta      |  |
| 87               | Ange Martial Tia  |  |
| 22               | Oumar Diakité     |  |
| 55               | Nhoa Sangui       |  |
| 19               | Gabriel Moscardo  |  |
|                  |                   |  |
| Entraîneur :     |                   |  |
| Samba Diawara    |                   |  |

| Paris Saint-Germain · |                       |  |
| Titulaires :          |                       |  |
|                       |                       |  |
| 39                    | Matveï Safonov        |  |
| 5                     | Marquinhos            |  |
| 51                    | Willian Pacho         |  |
| 25                    | Nuno Mendes           |  |
| 2                     | Achraf Hakimi         |  |
| 17                    | Vitinha               |  |
| 8                     | Fabian Ruiz           |  |
| 87                    | Joao Neves            |  |
| 7                     | Khvicha Kvaratskhelia |  |
| 10                    | Ousmane Dembele       |  |
| 29                    | Bradley Barcola       |  |
|                       |                       |  |
| Remplaçants :         |                       |  |
| 1                     | Gianluigi Donnarumma  |  |
| 35                    | Lucas Beraldo         |  |
| 21                    | Lucas Hernandez       |  |
| 33                    | Warren Zaïre-Emery    |  |
| 24                    | Senny Mayulu          |  |
| 19                    | Kang-in Lee           |  |
| 49                    | Ibrahim Mbaye         |  |
| 9                     | Gonçalo Ramos         |  |
| 14                    | Désiré Doué           |  |
|                       |                       |  |
| Entraîneur :          |                       |  |
| Luis Enrique          |                       |  |

| Stade de Reims · |                   |  |
| Titulaires :     |                   |  |
|                  |                   |  |
| 94               | Yehvann Diouf     |  |
| 3                | Hiroki Sekine     |  |
| 2                | Joseph Okumu      |  |
| 21               | Cédric Kipré      |  |
| 18               | Sergio Akieme     |  |
| 24               | Mory Gbane        |  |
| 6                | Valentin Atangana |  |
| 72               | Amadou Kone       |  |
| 17               | Keito Nakamura    |  |
| 7                | Junya Ito         |  |
| 12               | Jordan Siebatcheu |  |
|                  |                   |  |
| Remplaçants :    |                   |  |
| 20               | Alexandre Olliero |  |
| 67               | Mamadou Diakhon   |  |
| 30               | John Patrick      |  |
| 31               | Malcolm Jeng      |  |
| 23               | Aurélio Buta      |  |
| 87               | Ange Martial Tia  |  |
| 22               | Oumar Diakité     |  |
| 55               | Nhoa Sangui       |  |
| 19               | Gabriel Moscardo  |  |
|                  |                   |  |
| Entraîneur :     |                   |  |
| Samba Diawara    |                   |  |

## Synthèse

### Localisation des clubs
| [[Fichier:Ile-de-France_region_location_map.svg\|285px\|{{#if:\|{{{alt}}}\|Coupe de France de football 2024-2025 est dans la page Île-de-France.]]Paris SG FC 93 BBG JA Drancy Localisation des clubs d'Île-de-France | [[Fichier:Martinique_department_location_map.svg\|200px\|{{#if:\|{{{alt}}}\|Coupe de France de football 2024-2025 est dans la page Martinique.]]RC Saint-Joseph Localisation du club de Martinique | [[Fichier:La Réunion arrondissement commune map.svg\|250px\|{{#if:\|{{{alt}}}\|Coupe de France de football 2024-2025 est dans la page La Réunion.]]Saint-Denis FC Localisation du club de La Réunion |

| Légende 32es de finale 16es de finale 8es de finale Quarts de finale Demi-finales Finaliste Vainqueur |

### Nombre d'équipes par division et par tour
Ci-dessous le nombre d'équipes par niveau selon les tours
| Tours► ▼Divisions | Phase préliminaire | Phase préliminaire | Phase préliminaire | Phase préliminaire | Phase préliminaire | Phase préliminaire | Phase préliminaire | Phase préliminaire | Phase finale | Phase finale | Phase finale | Phase finale | Phase finale | Phase finale | Phase finale |
| Tours► ▼Divisions | T1                 | T2                 | T3                 | T4                 | T5                 | T6                 | T7                 | T8                 | 1/32         | 1/16         | 1/8          | 1/4          | 1/2          | F            | V            |
| ----------------- | ------------------ | ------------------ | ------------------ | ------------------ | ------------------ | ------------------ | ------------------ | ------------------ | ------------ | ------------ | ------------ | ------------ | ------------ | ------------ | ------------ |
| L1 (1)            | ø                  | ø                  | ø                  | ø                  | ø                  | ø                  | ø                  | ø                  | 18           | 13           | 8            | 4            | 2            | 2            | 1            |
| L2 (2)            | ø                  | ø                  | ø                  | ø                  | ø                  | ø                  | 18                 | 15                 | 13           | 7            | 3            | 2            | 1            | ø            | ø            |
| N1 (3)            | ø                  | ø                  | ø                  | ø                  | 16                 | 15                 | 12                 | 11                 | 7            | 4            | 1            | ø            | ø            | ø            | ø            |
| N2 (4)            | ø                  | ø                  | ø                  | 48                 | 40                 | 32                 | 27                 | 20                 | 10           | 4            | 2            | 2            | 1            | ø            | ø            |
| N3 (5)            | ø                  | 1                  | 110                | 96                 | 80                 | 64                 | 43                 | 21                 | 9            | 4            | 2            | ø            | ø            | ø            | ø            |
| R1 (6)            | ø                  | 81                 | 253                | 185                | 131                | 67                 | 34                 | 12                 | 4            | ø            | ø            | ø            | ø            | ø            | ø            |
| R2 (7)            | ø                  | 528                | 418                | 279                | 150                | 67                 | 21                 | 5                  | 1            | ø            | ø            | ø            | ø            | ø            | ø            |
| R3 (8)            | 297                | 827                | 564                | 274                | 116                | 43                 | 13                 | 2                  | ø            | ø            | ø            | ø            | ø            | ø            | ø            |
| R4 (9)            | ø                  | 3                  | 2                  | ø                  | ø                  | ø                  | ø                  | ø                  | ø            | ø            | ø            | ø            | ø            | ø            | ø            |
| D1 (9)            | 1104               | 934                | 468                | 185                | 53                 | 15                 | 1                  | ø                  | ø            | ø            | ø            | ø            | ø            | ø            | ø            |
| D2 (10)           | 1595               | 873                | 297                | 96                 | 25                 | 5                  | 2                  | ø                  | ø            | ø            | ø            | ø            | ø            | ø            | ø            |
| D3 (11)           | 1293               | 499                | 131                | 32                 | 6                  | 1                  | 1                  | ø                  | ø            | ø            | ø            | ø            | ø            | ø            | ø            |
| D4 (12)           | 550                | 183                | 48                 | 10                 | ø                  | ø                  | ø                  | ø                  | ø            | ø            | ø            | ø            | ø            | ø            | ø            |
| D5 (13)           | 241                | 61                 | 11                 | 1                  | ø                  | ø                  | ø                  | ø                  | ø            | ø            | ø            | ø            | ø            | ø            | ø            |
| D6 (14)           | 48                 | 9                  | 2                  | ø                  | ø                  | ø                  | ø                  | ø                  | ø            | ø            | ø            | ø            | ø            | ø            | ø            |
| D7 (15)           | 9                  | 2                  | 1                  | ø                  | ø                  | ø                  | ø                  | ø                  | ø            | ø            | ø            | ø            | ø            | ø            | ø            |
| D8 (16)           | 1                  | ø                  | ø                  | ø                  | ø                  | ø                  | ø                  | ø                  | ø            | ø            | ø            | ø            | ø            | ø            | ø            |
| autres            | 1                  | 1                  | 1                  | 1                  | 1                  | 1                  | 1                  | ø                  | ø            | ø            | ø            | ø            | ø            | ø            | ø            |
| Outre-mer         | ø                  | ø                  | +1                 | ø                  | ø                  | ø                  | +2                 | 2+4                | 2            | ø            | ø            | ø            | ø            | ø            | ø            |
| Total             | 5138               | 4001               | 2304               | 1208               | 620                | 310                | 175                | 92                 | 64           | 32           | 16           | 8            | 4            | 2            | 1            |

1. ↑  17 clubs en National cette saison et LB Châteauroux est interdit de participation[Note 2].
2. ↑  Les deux premiers tours régionaux de la Ligue de Paris-Île-de-France se disputant fin mai/début juin, le(s) club(s) promu(s) en N3 évolue(nt) toujours en R1.
3. ↑  Le Régional 4 existe seulement en Corse en tant que dernier niveau : il n'y a pas de championnat départementaux (voir Structure du football en France).
4. ↑  Certaines équipes participantes ne possèdent pas d'équipes seniors (par exemple l'AS Montferrandaise).
5. ↑  Entrée du représentant de St-Pierre-et-Miquelon.
6. ↑  Entrée de 2 clubs ultramarins : représentants de Mayotte et de Polynésie (pas de représentant de Nouvelle-Calédonie).
7. ↑  Entrée de 4 clubs ultramarins : représentants de Guadeloupe, de Guyane, de La Réunion et de Martinique.

### Parcours des clubs professionnels
- Les clubs de National font leur entrée dans la compétition lors du 5e tour.
- Les clubs de Ligue 2 font leur entrée dans la compétition lors du 7e tour.
- Les clubs de Ligue 1 font leur entrée dans la compétition lors des 32es de finale.

| Clubs                  | Parcours précédent | Parcours 2024-2025 |
| ---------------------- | ------------------ | ------------------ |
| Angers SCO             | 1/32 de finale     | 1/4 de finale      |
| AJ Auxerre             | 1/32 de finale     | 1/32 de finale     |
| Stade brestois 29      | 1/8 de finale      | 1/4 de finale      |
| Le Havre AC            | 1/8 de finale      | 1/32 de finale     |
| RC Lens                | 1/32 de finale     | 1/32 de finale     |
| LOSC Lille             | 1/8 de finale      | 1/8 de finale      |
| Olympique lyonnais     | Finaliste          | 1/16 de finale     |
| Olympique de Marseille | 1/16 de finale     | 1/16 de finale     |
| AS Monaco              | 1/8 de finale      | 1/16 de finale     |
| Montpellier HSC        | 1/8 de finale      | 1/32 de finale     |
| FC Nantes              | 1/16 de finale     | 1/16 de finale     |
| OGC Nice               | 1/4 de finale      | 1/8 de finale      |
| Paris Saint-Germain    | Vainqueur          | Vainqueur          |
| Stade de Reims         | 1/16 de finale     | Finaliste          |
| Stade rennais FC       | 1/2 finale         | 1/16 de finale     |
| AS Saint-Étienne       | 8e tour            | 1/32 de finale     |
| RC Strasbourg Alsace   | 1/4 de finale      | 1/8 de finale      |
| Toulouse FC            | 1/16 de finale     | 1/8 de finale      |

| Clubs            | Parcours précédent | Parcours 2024-2025 |
| ---------------- | ------------------ | ------------------ |
| AC Ajaccio       | 8e tour            | 7e tour            |
| Amiens SC        | 1/32 de finale     | 1/32 de finale     |
| FC Annecy        | 8e tour            | 1/16 de finale     |
| SC Bastia        | 7e tour            | 1/16 de finale     |
| SM Caen          | 1/32 de finale     | 1/32 de finale     |
| Clermont Foot 63 | 1/16 de finale     | 1/32 de finale     |
| USL Dunkerque    | 1/16 de finale     | 1/2 finale         |
| Grenoble Foot 38 | 8e tour            | 1/32 de finale     |
| EA Guingamp      | 1/32 de finale     | 1/4 de finale      |
| Stade lavallois  | 1/8 de finale      | 1/16 de finale     |
| FC Lorient       | 1/32 de finale     | 1/16 de finale     |
| FC Martigues     | 8e tour            | 1/32 de finale     |
| FC Metz          | 1/32 de finale     | 1/32 de finale     |
| Paris FC         | 1/16 de finale     | 7e tour            |
| Pau FC           | 1/32 de finale     | 8e tour            |
| Red Star FC      | 7e tour            | 8e tour            |
| Rodez AF         | 1/16 de finale     | 7e tour            |
| ES Troyes AC     | 7e tour            | 1/8 de finale      |

| Clubs                    | Parcours précédent | Parcours 2024-2025 |
| ------------------------ | ------------------ | ------------------ |
| LB Châteauroux           | 1/16 de finale     | Interdit           |
| US Concarneau            | 7e tour            | 8e tour            |
| Dijon FCO                | 8e tour            | 1/32 de finale     |
| Le Mans FC               | 6e tour            | 1/8 de finale      |
| AS Nancy-Lorraine        | 5e tour            | 8e tour            |
| Nîmes Olympique          | 1/32 de finale     | 6e tour            |
| US Orléans               | 1/16 de finale     | 8e tour            |
| Quevilly Rouen Métropole | 1/32 de finale     | 1/16 de finale     |
| FC Sochaux-Montbéliard   | 1/8 de finale      | 1/16 de finale     |
| Valenciennes FC          | 1/2 finale         | 1/16 de finale     |

### Clubs professionnels éliminés par des clubs amateurs
| Tour | Club professionnel      | Club amateur                      | Écart |
| ---- | ----------------------- | --------------------------------- | ----- |
| T6   | Nîmes Olympique (N1)    | Stade beaucairois FC (N3)         | 2     |
| T7   | AC Ajaccio (L2)         | Vendée Les Herbiers Foot (N2)     | 2     |
| T7   | Rodez AF (L2)           | Angoulême Charente FC (N2)        | 2     |
| T8   | US Orléans (N1)         | La Roche VF (N2)                  | 1     |
| T8   | Red Star FC (L2)        | FC 93 BBG (N2)                    | 2     |
| T8   | Pau FC (L2)             | US St-Philbert-de-Grand-Lieu (N3) | 3     |
| 1/32 | Dijon FCO (N1)          | FC Espaly (N3)                    | 2     |
| 1/32 | FC Martigues (L2)       | FC Bourgoin-Jallieu (N3)          | 3     |
| 1/32 | Grenoble Foot 38 (L2)   | AS Cannes (N2)                    | 2     |
| 1/32 | Le Havre AC (L1)        | Stade briochin (N2)               | 3     |
| 1/32 | Montpellier HSC (L1)    | Le Puy Foot 43 (N2)               | 3     |
| 1/32 | Amiens SC (L2)          | ES Thaon (N3)                     | 3     |
| 1/16 | Olympique lyonnais (L1) | FC Bourgoin-Jallieu (N3)          | 4     |
| 1/16 | FC Annecy (L2)          | Stade briochin (N2)               | 2     |
| 1/16 | FC Lorient (L2)         | AS Cannes (N2)                    | 2     |
| 1/8  | OGC Nice (L1)           | Stade briochin (N2)               | 3     |
| 1/4  | EA Guingamp (L2)        | AS Cannes (N2)                    | 2     |